# Putschversuch in der Türkei 2016

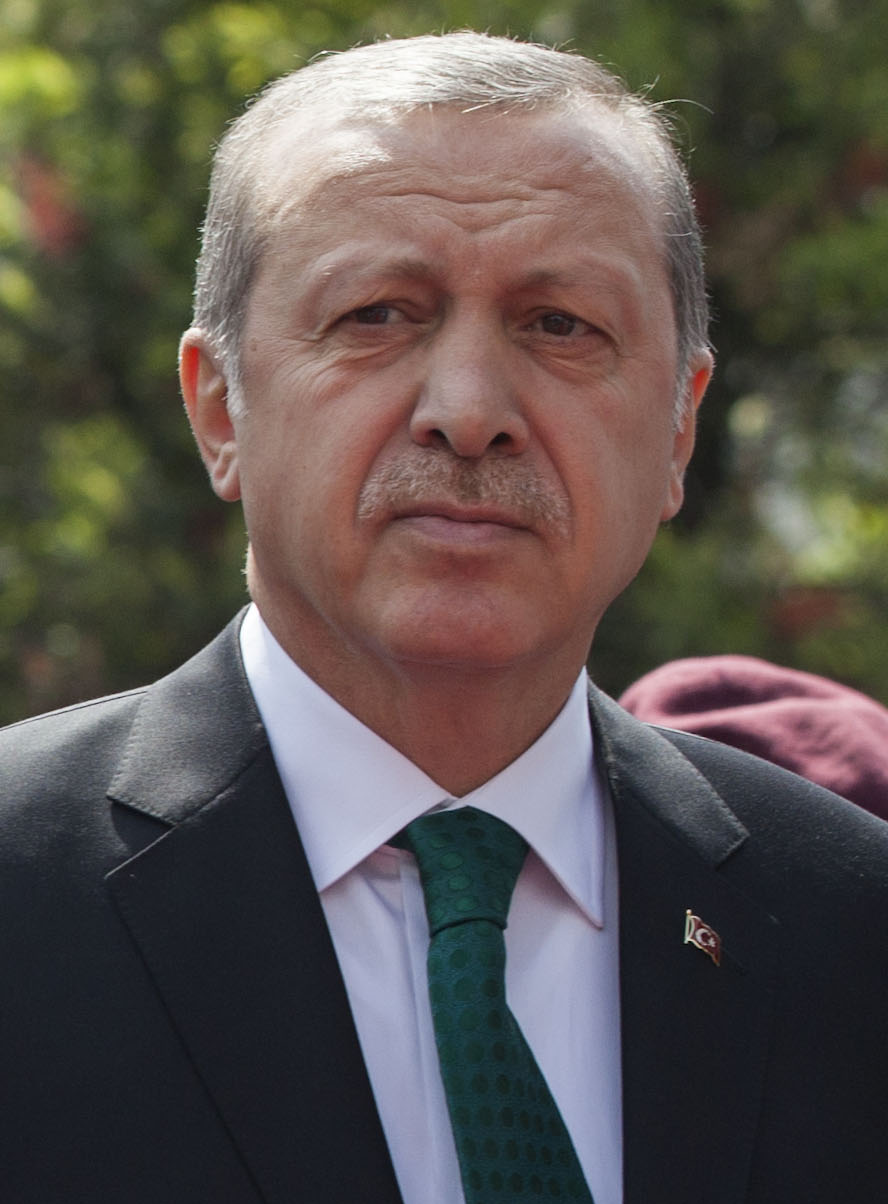
Präsident Recep Tayyip Erdoğan

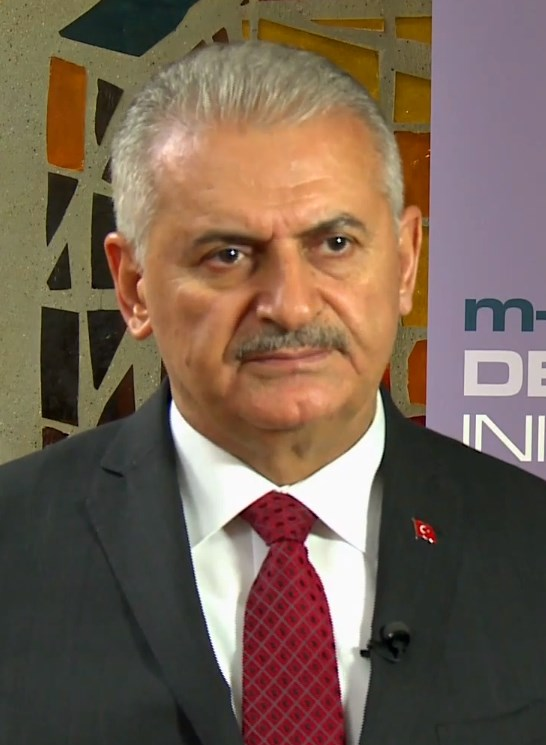
Ministerpräsident Binali Yıldırım

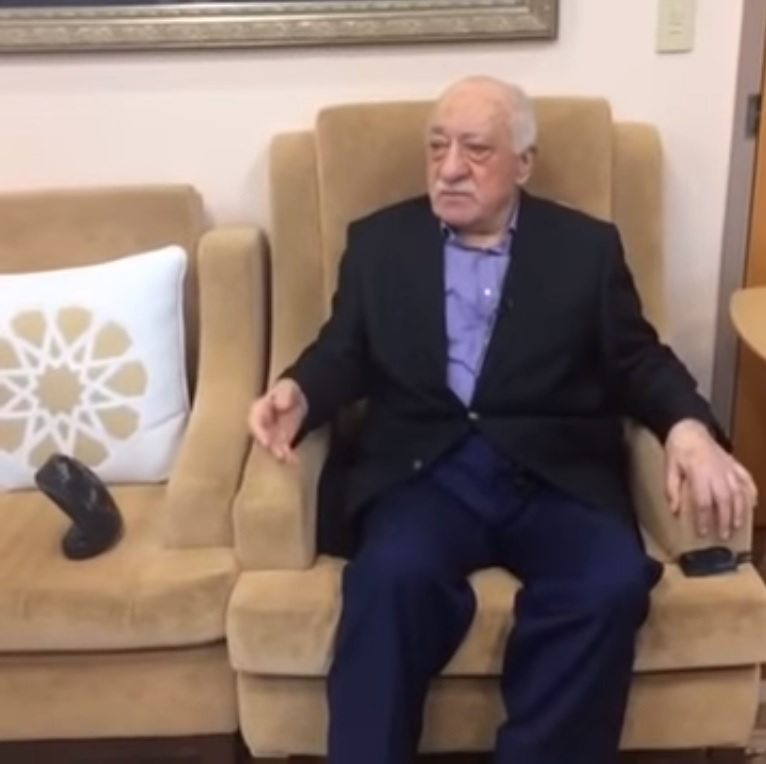
Fethullah Gülen

Der Putschversuch in der Türkei 2016 in der Nacht vom 15. auf den 16. Juli 2016 war ein gescheiterter Putsch von Teilen des türkischen Militärs mit dem Ziel, die türkische Regierung mit Staatspräsident Recep Tayyip Erdoğan und dem Kabinett Yıldırım (AKP) zu stürzen.
In Ankara und Istanbul kam es zu schweren Angriffen und Zusammenstößen mit Zivilisten. Es gelang jedoch, einen Teil der Putschisten am weiteren Vorstoß zu hindern, indem sich viele Bürger, oft in Gruppen, ihren Panzern in den Weg stellten. Dies trug entscheidend dazu bei, dass der Putsch niedergeschlagen werden konnte. Parallel zu den Kampfhandlungen griff ein Teil der Putschisten das Parlament, den Geheimdienst Millî İstihbarat Teşkilâtı (MİT) und das Dezernat für Sondereinsätze der türkischen Polizei in Ankara an.
In den Morgenstunden des 16. Juli 2016 flog eine Sondereinheit der Putschisten nach Marmaris, um Präsident Erdoğan zu töten oder festzunehmen, der dort mit Familie und Stab gerade Urlaub machte. Erdoğan entkam dem Anschlag, bei dem zwei Sicherheitskräfte ums Leben kamen und sieben verletzt wurden.
Nach ersten Meldungen gab es 249 Todesopfer. Die Zahl der Verletzten wurde mit über 2000 angegeben. Im Juli 2019 ging die türkische Staatsanwaltschaft von einer Beteiligung von 8000 Soldaten mit 35 Kampfflugzeugen, 37 Helikoptern, 74 Panzern und 246 Panzerwagen aus.
Dem Scheitern des Staatsstreichs folgten radikale Maßnahmen der Regierung, darunter Massenentlassungen in zahlreichen staatlichen und nichtstaatlichen Bereichen. Allein beim Militär wurden mehr als ein Drittel der Offiziere im Generals- und Admiralsrang, 3185 von insgesamt rund 600.000 Armeeangehörigen, darunter auch 248 Kampfpiloten, verhaftet oder unehrenhaft entlassen (Stand August 2016).
Ermittlungsbehörden und staatliche Stellen beschuldigen Fethullah Gülen, den Umsturzversuch mit Anhängern der Gülen-Bewegung, die in der Türkei als FETÖ (Fethullahçı Terör Örgütü, „Fethullahistische Terrororganisation“) bezeichnet wird, geplant und durchgeführt zu haben. Auch die Regierungspartei AKP und Teile der Opposition sehen Gülen in der Verantwortung.

## Hintergrund

### Kemalismus
Es wird weithin angenommen, dass die kemalistische Ideologie bei den Motiven für den Putschversuch keine oder nur eine geringe Rolle spielte, anders als bei früheren Militärputschen in der Türkei. Die türkischen Streitkräfte (TSK) sahen sich seit der Einführung der Mehrparteiendemokratie im Jahr 1946 zusammen mit der Justiz als Hüter der kemalistischen Ideale und des unter Mustafa Kemal Atatürk errichteten säkularen türkischen Nationalstaates gegen jene politischen Parteien, die sich für eine größere Rolle des Islams und von Minderheiten einsetzten. Militär und Justiz griffen jedoch seit der Ausrufung der Republik Türkei regelmäßig in die Befugnis gewählter Parteien zur politischen Willensbildung ein, um diese nach ihren Vorstellungen zu gestalten.
Das Militär stürzte vier gewählte Regierungen durch Militärputsche: 1960, 1971, 1980 und 1997. Mehrere politische Parteien wurden auf Betreiben des Militärs verboten. 1998 wurde Erdoğan, damals Bürgermeister von Istanbul, auf Lebenszeit aus der Politik ausgeschlossen und inhaftiert, weil er Jahre zuvor auf einer öffentlichen Versammlung ein Gedicht vorgetragen hatte, das für eines von Ziya Gökalp gehalten wurde. 2007 sprach sich das Militär in einem E-Memorandum gegen die Wahl von Abdullah Gül von der Partei für Gerechtigkeit und Aufschwung (AKP) zum Präsidenten aus. Dennoch wurde Gül gewählt, als die AKP das Verfassungsreferendum in der Türkei 2007 für sich entscheiden konnte. Auch die Stichwahl 2007 gewann die AKP, sodass sie mit einer größeren Mehrheit als zuvor wieder in das Parlament einzog.

### Allianz der AKP mit Gülen und der Ergenekon-Prozess
Im Gegensatz zu früheren politischen Einflussnahmen stellten sich die AKP und die staatsnahen Medien von Anfang an auf den Standpunkt, dass der Putschversuch nicht von der kemalistischen Ideologie motiviert wurde, sondern durch das umfangreiche von dem muslimischen Geistlichen Fethullah Gülen angeführte Netzwerk. Schon zwischen 2007 und 2012 wurden gegen hochrangige Kemalisten, darunter führende Offiziere der türkischen Streitkräfte, eine Reihe von Prozessen geführt und Säuberungen vorgenommen, denen eine Beteiligung an einem Geheimbund mit dem Codenamen Ergenekon nachgesagt wurde. Die Säuberungen, unterstützt von islamistisch gesinnten Staatsanwälten, Sicherheitsbeamten und Medien, ermöglichten Offizieren der gleichen religiösen Richtung, jedoch auch niedrigeren Ranges, höhere Positionen im Militär einzunehmen. Die Säuberungen wurden als Versuch der Regierung unter Präsident Erdoğan gewertet, die Vorherrschaft über das Militär zu erlangen.
In diesen Prozessen des Jahres 2013 sollen 275 Personen, darunter hochrangige Militäroffiziere, Journalisten, Anwälte und Akademiker, in die sogenannte Ergenekon-Verschwörung verwickelt gewesen sein, durch die 2003/2004 ein Putsch gegen den damaligen Premierminister Erdoğan geplant gewesen sein soll. Einige Militäroffiziere sollen auch an einer anderen Verschwörung namens Balyoz beteiligt gewesen sein. Gleichzeitig beförderte Erdoğan rangniedrigere Offiziere, um einerseits sicherzustellen, dass der Generalstabschef ihm gegenüber loyal war, andererseits, um die Armee zu schwächen.

### Korruptionsvorwürfe
Den Maßnahmen der Strafverfolgungsbehörden gingen Korruptionsvorwürfe voraus, die Ende 2013 ihren Anfang nahmen. Nach dem Bruch zwischen der AKP und Gülen soll Präsident Erdoğan jedoch erkannt haben, dass es von Vorteil wäre, zumindest die Armee zu rehabilitieren. Die Ergenekon-Verurteilungen wurden im April 2016 vom Kassationshof aufgehoben, da die Existenz des Netzwerks nicht habe bewiesen werden können. Einige am Putschversuch Beteiligte sollen, als es um die justizielle Aufarbeitung ging, versucht haben, zur Rechtfertigung auch das Thema Korruption in der Türkei heranzuziehen.

### Immunität von Militärangehörigen
Am 13. Juli 2016, zwei Tage vor dem Putschversuch, unterzeichnete Erdoğan ein Gesetz, das türkischen Soldaten bei der Teilnahme an inländischen Operationen Straffreiheit gewährt. Das Gesetz sah vor, dass Fälle, die sich gegen Kommandeure richten, vom Premierminister genehmigt werden müssen, während Bezirksgouverneure Fälle gegen Soldaten mit niedrigeren Rängen behandeln können. Das Immunitätsgesetz (vgl. Politische Immunität und Straffreiheitsgesetz) wurde als Teil der Entspannungspolitik zwischen der Regierung und den türkischen Streitkräften betrachtet, nachdem Militärs zunehmend Operationen in kurdisch besiedelten Gebieten (siehe: Autonome Region Kurdistan und Selbstverwaltung von Nord- und Ostsyrien) durchgeführt hatten, die zuvor der Polizei und paramilitärischen Einheiten oblagen.
Das Büro des Hohen Kommissars der Vereinten Nationen für Menschenrechte veröffentlichte im Februar 2017 einen Bericht, in dem ausgeführt wurde, wie durch Operationen der türkischen Infanterie, der Artillerie, durch Panzer und möglicherweise Flugzeuge von Juli 2015 bis Ende 2016 bis zu einer halben Million Menschen aus ihren Häusern vertrieben wurden. Ermittler der Vereinten Nationen wollen eine Reihe von Menschenrechtsverletzungen (vgl. auch Menschenrechte in der Türkei) durch die Sicherheitskräfte festgestellt haben, darunter extrajustizielle Hinrichtungen, standrechtliche Tötungen, „Verschwindenlassen“ inkriminierter Personen, Folter (vgl. auch Folter in der Türkei), Vergewaltigungen, Gewalt gegen Frauen und die Verweigerung des Zugangs zu medizinischer Versorgung, Nahrung und Wasser.

## Ereignisse in und nach der Putschnacht

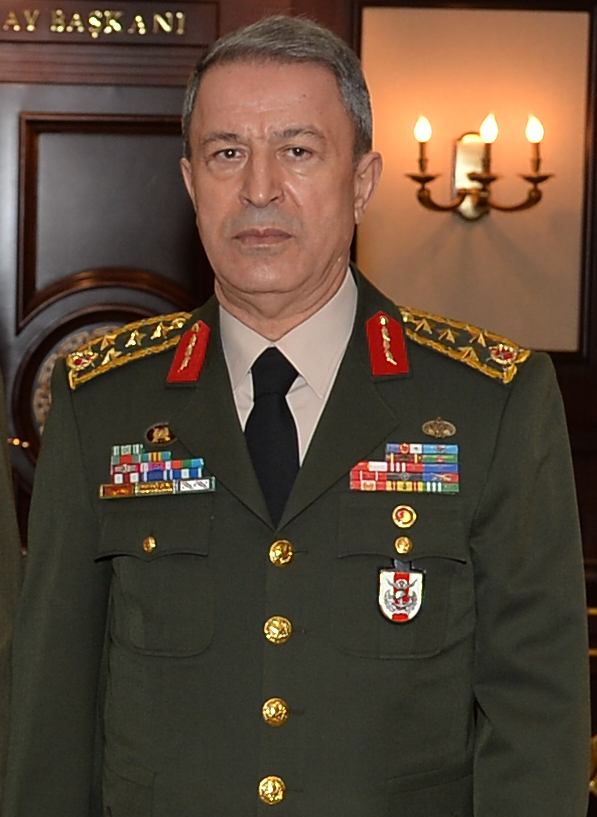
Generalstabschef Hulusi Akar (2016)

Am 15. Juli 2016 um etwa 22:00 Uhr war nicht mehr zu übersehen und zu überhören, dass ein feindlicher Angriff im Gange war. Während über Ankara Kampfflugzeuge des Typs General Dynamics F-16 aufstiegen, unterbrachen von Putschisten geführte Panzer des Typs Leopard 2 den Verkehr auf den Brücken, die den europäischen mit dem asiatischen Teil Istanbuls verbinden. Zwei der drei Brücken, die über den Bosporus auf asiatischer Seite führen, die Fatih-Sultan-Mehmet-Brücke und die Bosporus-Brücke, wurden geschlossen. Parallel dazu griffen Putschisten staatliche Einrichtungen an, darunter das Hauptquartier des türkischen Generalstabs in Ankara und das Dezernat für Sondereinsätze der türkischen Polizei in Ankara-Gölbaşı. Generalstabschef Hulusi Akar wurde im Hauptquartier des Generalstabs in Ankara, festgesetzt. Hulusi sei auf den Militärflugplatz Akıncı nordwestlich von Ankara, eine der Basen der Putschisten, verbracht und noch im Laufe der Nacht von regierungstreuen Kräften befreit worden.
Weitere Angriffsziele waren Militärschulen, der Flughafen Istanbul-Atatürk, die Stadthalle in Istanbul und für den öffentlich-rechtlichen Rundfunk TRT, die nationale Telekommunikation und Satellitensysteme bedeutende Anlagen. Im Hauptgebäude des nationalen Rundfunks in Ankara kam es zu einer Explosion und zu Schießereien zwischen Putschisten, Polizeibeamten und der Gendarmerie. Strategisch von den Putschisten gewählte Ziele wie das Parlament, der Flughafen Istanbul-Atatürk, Polizeistationen, die Zentrale des Geheimdienstes MİT in Ankara und die Bodenstation von Türksat wurden ebenfalls angegriffen. Auch auf einer der Bosporus-Brücken fielen Schüsse, wurden Personen getötet oder verletzt. Panzer fuhren vor dem Flughafen Istanbul-Atatürk auf, auf dem, ebenso wie auf dem Flughafen Ankara, der Flugbetrieb eingestellt wurde.
Etwa um 23:00 des 15. Juli 2016 Uhr kam es zur ersten offiziellen Reaktion. Ministerpräsident Binali Yıldırım erklärte, dass militärische Maßnahmen außerhalb der Befehlskette ergriffen wurden, Teile des Militärs einen Versuch, die Macht zu ergreifen, unternommen haben, und bestätigte damit den Putschversuch. Gleichzeitig stellte Yıldırım klar, „dass die Verantwortlichen den höchsten Preis bezahlen müssen“. Noch während der Angriffe verhängte die Regierung eine Nachrichtensperre und unterband den Zugriff auf die Sozialen Medien Twitter, Facebook und YouTube. Der öffentlich-rechtliche Rundfunk TRT musste den Sendebetrieb am 16. Juli 2016 von 00:15 Uhr bis 2:30 Uhr einstellen.
Die von Putschisten genommenen Geiseln, Luftwaffenchef Abidin Ünal und Generalstabschef Hulusi Akar, wurden in den frühen Morgenstunden des 16. Juli 2016 von Spezialeinheiten aus dem Militärstützpunkt Akıncı befreit. Die Türkischen Streitkräfte gaben bekannt, dass die Angriffe am 16. Juli 2016 um 4:30 Uhr endeten. Die Regierung erklärte den Putschversuch als gescheitert. Mehr als 1500 Militärangehörige seien bereits festgenommen worden.

### Gewaltsame Einnahme von TRT zur Manifestverkündung
Die Putschisten hinterließen weder ein Bekennerschreiben, noch gab es Verlautbarungen über ihre Identität. Auch die Besetzung und die Größe des „Rates“ blieben ungenannt. Die Putschisten verrieten nur, im Namen eines „Rates des Friedens in der Heimat“ (türkisch: Yurtta Sulh Konseyi) zu handeln. Erst später wurde bekannt, wie sich die Putschisten Gehör verschafften. Sie nahmen am 16. Juli 2016, kurz nach Mitternacht, die Sendezentrale des öffentlich-rechtlichen Senders TRT in Ankara gewaltsam ein. In ihrem sogenannten Manifest sprachen sie von „anwachsendem Terrorismus und einer Beschädigung der verfassungsmäßigen Ordnung“, ohne Präsident Erdoğan namentlich zu nennen. Es gehe ihnen darum, die Korruption zu bekämpfen, die verfassungsmäßige Ordnung, Menschenrechte, Freiheit und die öffentliche Sicherheit wiederherzustellen:

„Rechtsstaat
und die öffentliche Sicherheit, die beschädigt worden waren, wiederherzustellen. […] Alle völkerrechtlichen Verträge sind nach wie vor gültig. Wir hoffen, dass unsere guten Beziehungen zu allen Staaten weiter bestehen.“

Die Verkündung des Manifestes erstreckte sich über mehrere Stunden. Teile des Manifestes, die auf die Bewahrung der staatlichen Einheit, auf kemalistische und nationalistische Grundsätze zielen, könnten ein Versuch gewesen sein, die Gunst der Oppositionsparteien CHP und MHP zu gewinnen. In deren Parteizentralen sollen Anrufe von Putschisten eingegangen sein, um sie darüber zu informieren, dass ein Militärputsch im Gange ist. Die linksgerichtete Oppositionspartei HDP soll nicht kontaktiert worden sein. Da weder ein Kontakt mit Oppositionsparteien stattfand, noch Oppositionsführer in Gewahrsam genommen wurden, wird vermutet, dass sich der Umsturzversuch gegen Präsident Erdoğan gerichtet hat.
Es gibt eine weitgehend vollständige Überlieferung des Textes des Manifestes in deutscher Sprache. Eine Version in türkischer Sprache ist auf Wikisource im Artikel 2016 Türkiye askerî darbe girişimi bildirisi nachzulesen.

### Erdoğans Aufruf an die Bürger
Am 16. Juli 2016, kurz nach Mitternacht, gab Präsident Erdoğan dem TV-Nachrichtensender CNN Türk über Facetime ein Interview. Darin sagte er, dass von Fethullah Gülen gesteuerte Aufrührer die Türkei überfallen. Erdoğan rief die Bevölkerung auf, „sich im Namen der Demokratie gegen die Putschisten zu stellen, auf öffentlichen Plätzen zu versammeln und den Atatürk-Flughafen in Istanbul wieder einzunehmen“. Präsident Erdoğan gelang durch seinen Aufruf eine Massenmobilisierung. In Istanbul und Ankara strömten Tausende Menschen auf die Straßen, um sich vor die Panzer der Putschisten zu stellen. Darunter befanden sich auch viele Anhänger der Regierungspartei AKP. Von den Menschen, die schon vor Erdoğans Aufruf auf die Straßen gingen, waren laut einer Umfrage, die das Demoskopie-Institut Konda zehn Tage später durchführte, 57 % Parteimitglieder der AKP, wovon 83 % bei den Wahlen im November 2015 für die Partei stimmten. Nach dem Aufruf stieg der Anteil der AKP-Wähler auf 90 %.

### Moscheen rufen zum Widerstand auf
Über 80.000 Moscheen im ganzen Land schlossen sich dem Aufruf Präsident Erdoğans an und forderten zum Widerstand gegen die Putschisten auf. Vertreter des Diyanet forderten Imame auf, das traditionell bei Begräbnissen verwendete Salāt-Gebet als Zeichen der Verurteilung des Putschangriffs zu sprechen. Viele Muezzins begaben sich in die Minarette ihrer Moscheen, um das Gebet wiederholt über Lautsprecher zu rezitieren und die Bürger aufzufordern, „ihr Land und ihre Regierung für die Liebe Gottes und des Propheten zu verteidigen.“ Analysten sind überzeugt, dass die schnelle Mobilisierung der Bevölkerung auch der Anwesenheit von Mitgliedern der AKP sowohl vor Ort als auch den Kommunikationsmöglichkeiten über soziale Medien zu verdanken war. Der Leiter des Bezirksbüros der AKP in Mamak, einem Distrikt von Ankara, erklärte, dass sich schon nach etwa einer Viertelstunde nach den ersten Meldungen AKP-Parteikader zusammenfanden. Innerhalb von nur einer halben Stunde erreichten die Bezirksvertreter 105.000 AKP-Mitglieder über Textnachrichten und die Sozialen Medien. Ein Teil der panzerführenden Putschisten konnte das Tor des Armee-Stützpunktes in Mamak nicht mehr passieren, da ihnen bereits Tausende Menschen den Weg versperrten.
Die Regierung konnte auch auf die Medien, in erster Linie die regierungstreuen, und das Internet zählen. Die damalige Holding von CNN Türk, die Doğan Media Group, war in der Vergangenheit häufig von der AKP angegriffen worden, erwies sich aber in der Putschnacht als hilfreich. Da trotz der laufend ausgestrahlten Nachrichten Detailinformationen über die genauen Abläufe weitgehend fehlten, boten die Postings von Istanbuler und Ankaraner Bürgern, die sie direkt erlebten, wertvolle Informationen. Der Traffic auf Twitter stieg mit einer halben Million Tweets auf das 35-fache seines üblichen Volumens.
Die Stadtverwaltung Istanbul mobilisierte Lastwagen, welche die Ausfahrten der wichtigsten Kasernen blockierten. In Uşak und weiteren Städten leisteten Gemeinden und Stadtverwaltungen zusätzliche Hilfe, indem quer vor die Tore von Militärstützpunkten schwere Baumaschinen gestellt wurden. Allein in Istanbul wurden 6000 Lastwagen und Planierraupen positioniert, um Panzern der Putschisten die freie Fahrt zu nehmen. Auch von der Privatwirtschaft wurde die Regierung unterstützt. Nach Angaben des Vorsitzenden eines Herstellers von Baumaschinen wurden 20.000 schwere Gerätschaften eingesetzt, um den Putschisten den Weg abzuschneiden.

### Angriff des Grand-Yazıcı-Hotels in Marmaris
Präsident Erdoğan befand sich zum Zeitpunkt der Angriffe, mit einem Teil seines Stabs, seit sechs Tagen im Grand-Yazıcı-Hotel in Marmaris im Urlaub. Er sagte gegenüber CNN International, er sei gegen 22:00 Uhr (des 15. Juli 2016) informiert und ihm eine Warnung von General Ümit Dündar, Kommandant der 1. Armee, übermittelt worden. Nachdem der Luftraum geschlossen worden war, hätten Putschsoldaten mit vierzig Bussen nach Marmaris fahren wollen. Nachdem die Fahrer der Busse verhaftet worden waren, machte sich eine Elite-Einheit mit Hubschraubern auf den Weg nach Marmaris. Erdoğan soll am 16. Juli 2016 kurz nach Mitternacht das Hotel verlassen und sich zum Flughafen Dalaman begeben haben. Etwa eine halbe Stunde nach dem Verlassen des Hotels sei die Spezialeinheit dort eingetroffen und habe es aus drei Hubschraubern heraus bombardiert. Bei dem Angriff wurden zwei Sicherheitskräfte getötet und sieben verletzt. Erdoğan behauptete, dass der Anschlag auf ihn erfolgreich gewesen wäre, wenn er sich 15 Minuten länger in dem Hotel aufgehalten hätte.

### Empfang des Präsidenten in Istanbul
Um 1:40 Uhr des 16. Juli 2016 soll sich Präsident Erdoğan mit der Präsidentenmaschine, einer Gulfstream IV, in Begleitung von zwei General Dynamics F-16 auf den Flug nach Istanbul begeben haben. Da der Atatürk-Flughafen in Istanbul noch von Putschisten besetzt war, habe die Maschine erst einmal ca. 40 Minuten lang Warteschleifen über der Südküste des Marmarameeres gedreht. Um 3:20 Uhr Ortszeit des 16. Juli 2016 sei sie dann in Istanbul gelandet. Etwa 20 Minuten später versicherte Erdoğan der jubelnden Menschenmenge, dass die Regierung die volle Kontrolle habe. Mit der Ankunft des Präsidenten verbunden mit seinem begeisterten Empfang, konnte der Putsch nicht nur militärisch, sondern auch gesellschaftlich als gescheitert gelten. Erdoğan versprach auf NTV danach auch, das Militär konsequent zu säubern.
Erdoğan sei den Angreifern nicht nur einmal, sondern sogar zweimal entkommen. Zunächst hätten etwa 25 Soldaten das Hotel in Marmaris gestürmt, das er 20 Minuten zuvor verlassen habe. Dann hätten Putschisten mit zwei F-16-Kampfflugzeugen versucht, die Präsidentenmaschine abzuschießen. Den Piloten der Gulfstream sei es jedoch gelungen, den Angreifern per Funk glaubhaft zu machen, dass es sich bei der Präsidentenmaschine um eine Linienmaschine der Turkish Airlines handele. Ein Offizier habe später behauptet, dass die Piloten der Gulfstream den Transpondercode auf den einer Maschine der Turkish Airlines änderten, damit die Präsidentenmaschine im Luftraum unerkannt bleibt. So sei es gelungen, zwei Jagdflugzeuge der Putschisten zu vertreiben. Die Zahl der Maschinen der Verfolger und die genauen Abläufe sind nicht bekannt. Erdoğan müsse aber schon klar gewesen sein, dass, unter regulären Flug- und Sicherheitsabläufen, seine Maschine vom Radar der Angreifer zu orten ist. Die Putschisten hätten gegen 22:00 Uhr des 15. Juli 2016 sechs Kampfjets vom Typ F-16 gekapert und seien damit vom Luftwaffenstützpunkt Diyarbakır aus auf dem Weg nach Istanbul gewesen. Wenn die Präsidentenmaschine tatsächlich bereits beim Start als Turkish-Airlines-Flug registriert war und von F-16 Kampfjets verfolgt wurde, hätte dies, so die Meinungen, auch der militärischen Bodenstation auffallen müssen. Es sei aber selbst noch unklar geblieben, in wessen Gewalt sich die Bodenstation zu diesem Zeitpunkt befand.
Nach einem Bericht von Yeni Şafak wurde die Präsidentenmaschine in der Putschnacht nur von einer F-16 direkt verfolgt. Weil aber gleichzeitig mehrere von Putschisten gekaperte Kampfjets in der Luft gewesen seien, habe die Präsidentenmaschine ihre Flugroute geändert und sei erst einmal eine halbe Stunde über der Stadt Bandirma gekreist. Als ein Kampfjet, der die Präsidentenmaschine bereits geortet gehabt habe, in ihre Richtung geflogen sei, um sie abzuschießen, hätten die Angreifer davon Abstand nehmen und umdrehen müssen, weil sie bemerkt hätten, dass ihnen der Sprit zur Neige geht.

### Luftwaffenbasis İncirlik, höchste Sicherheitsstufe „Delta“

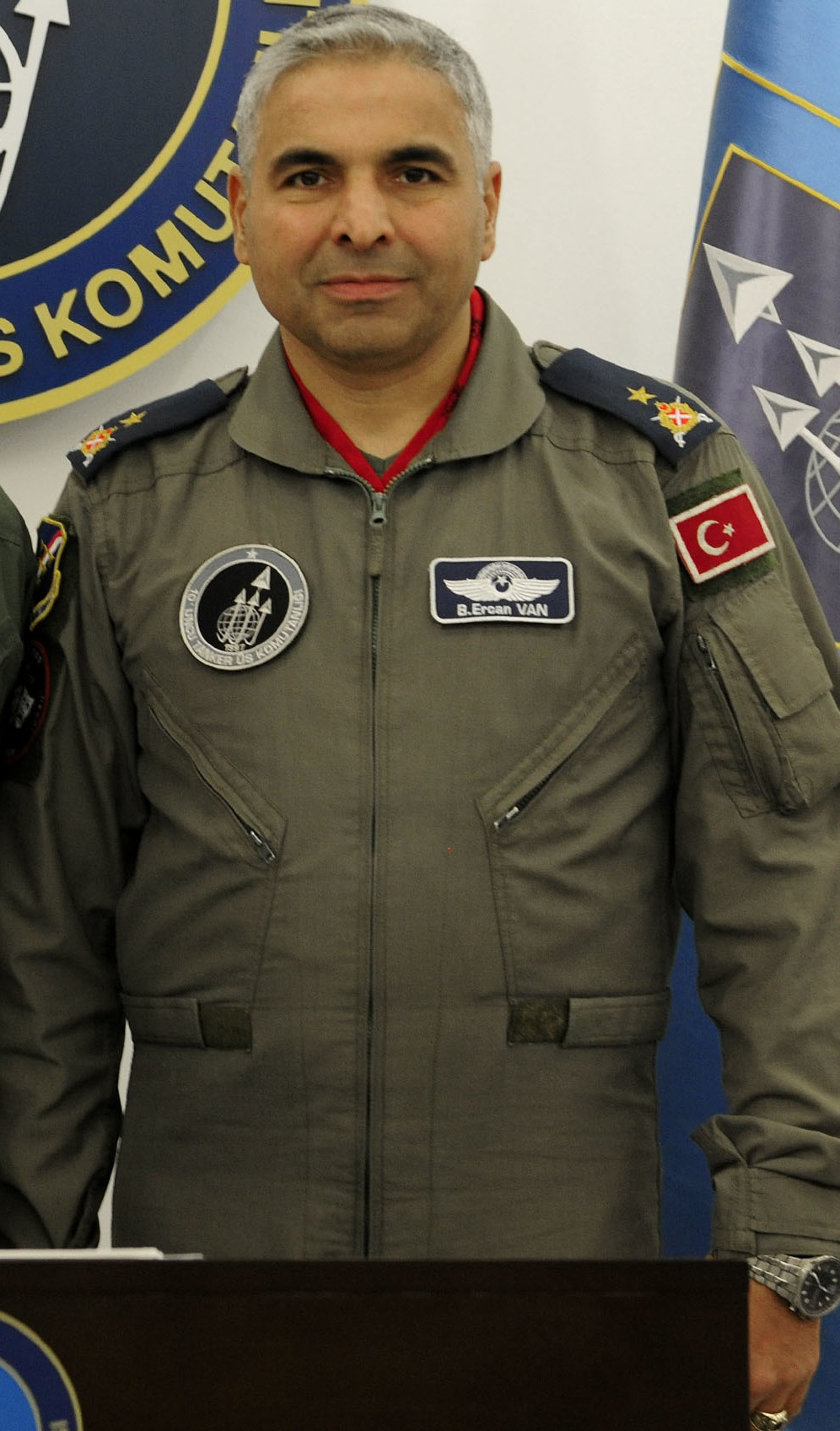
Der festgenommene Kommandeur des Luftwaffenstützpunkts İncirlik, Bekir Ercan Van, beantragte Asyl in den USA.

Auf dem Luftwaffenstützpunkt İncirlik in der südlichen Provinz Adana, den Putschisten zum Auftanken gekaperter F-16 Kampfflugzeuge nutzten, fielen in der Nacht zum 16. Juli 2016 vor dem Haupttor Schüsse. In den frühen Morgenstunden bewachten bereits 1000 Militärs die Basis, um auszuschließen, dass Putschisten noch Flugzeuge unter ihrer Kontrolle haben. Der Zugang zur Basis und deren Verlassen wurden aus Sicherheitsgründen streng untersagt. Nach Abriegelung der Basis, wodurch sie seit 16. Juli 2016 gänzlich gesperrt war, der Kappung der Energieversorgung und der Sperrung des Luftraums saßen auch deutsche und US-Flugzeuge in İncirlik fest. Die Behörden verlängerten am 17. Juli 2016 die Sperrung. Fünf Tage lang blieb die Basis noch von der Stromversorgung getrennt. Das US-Konsulat in der Türkei riet dem gesamten amerikanischen Militär- und sonstigen Personal der Basis, den Luftwaffenstützpunkt İncirlik, auf dem etwa 50 Atombomben gelagert sind, zu meiden, bis der normale Betrieb wiederhergestellt werden konnte. Das US-Armeekommando für Europa erhöhte die Sicherheitsstufe auf den höchsten Wert „Delta“.  Etwa 24 Stunden nach den ersten Meldungen über die Schließung bestätigte das US-Verteidigungsministerium, dass der Luftraum wieder geöffnet wurde und amerikanischen Maschinen der Flugbetrieb wieder erlaubt ist.
Am 17. Juli 2016 wurden in İncirlik elf Militärs und ein Polizist festgenommen, darunter Brigadegeneral Bekir Ercan Van und Generalleutnant İshak Dayıoğlu. Van beantragte später erfolglos Asyl in den USA.
Mehrere führende Medien schrieben Leitartikel, in denen sie sich für den Abzug der US-Atomwaffen aus İncirlik aussprachen. Auf der anderen Seite ist die Basis für die Bemühungen der USA, den Bürgerkrieg in Syrien zu befrieden und den ISIL und andere militante Gruppierungen zu bekämpfen, von einiger Bedeutung. Auf dem Stützpunkt sind fast 1.500 amerikanische Soldaten stationiert.

### Kaperung der Fregatte Yavuz F-240
Nach griechischen und inländischen Angaben kaperten Putschisten während der frühen Abendstunden des 16. Juli 2016 auf dem Marinestützpunkt in Gölcük die türkische Fregatte Yavuz mit dem obersten Befehlshaber der türkischen Marine, Admiral Veysel Kösele. Unklar blieb, ob Kösele bei dem Putschversuch mitwirkte oder als Geisel genommen wurde. Am 19. Juli 2016 hieß es, dass Kösele bereits zu Beginn der Angriffe nicht mehr erreichbar gewesen sei. 14 Schiffe und zwei Helikopter mit 25 Spezialkräften galten als vermisst.

### Verhaftungen in Diyarbakır und Istanbul
Auf dem Luftwaffenstützpunkt Diyarbakır im Südosten der Türkei wurden am 16. Juli 2016 rund 100 Angehörige der Türkischen Streitkräfte festgenommen.
Am Morgen des 18. Juli 2016 durchsuchten Sondereinheiten der Polizei die Militärakademie der Luftwaffe in Istanbul. Einer der Festgenommenen ist General Mehmet Dişli, der während des Putschversuchs Generalstabschef Hulusi Akar hatte festnehmen lassen. Mehmet Dişli ist ein Bruder von Şaban Dişli, einem hochrangigen Mitglied der AKP.

## Verluste und Verletzte, weitere Festnahmen
Die Reaktionen der Angreifer auf die zu Tausenden auf die Straßen strömenden Menschen fielen gemischt aus. Einige Putschisten gaben lieber ihre Waffen ab, als auf Zivilisten zu schießen. Es gab jedoch tragische Zwischenfälle, bei denen gerade jene auf solche Weise zu Tode kamen oder von Panzern überrollt wurden. Nach einem Bericht von Januar 2017 wurden fünf am Putsch unbeteiligte Soldaten, 62 Polizeibeamte und 173 Zivilisten getötet und über 2000 Menschen verletzt.
Der kommissarisch eingesetzte Generalstabschef Ümit Dündar, zuvor Kommandeur der 1. Armee im Raum Istanbul, gab am Morgen nach dem Putschversuch bekannt, dass 104 Militärangehörige des „Friedensrates“, 41 Polizisten (Polizei und Gendarmerie) und 47 Zivilisten getötet wurden.
Im Laufe des 16. Juli 2016 hieß es, dass in Ankara 42 Menschen getötet wurden. Anadolu meldete, dass bei einem Luftangriff auf das Hauptquartier der Spezialkräfte der Polizei in Ankara 17 Polizisten ums Leben kamen. Der türkische Sender NTV meldete, dass 13 Soldaten im Zuge ihres Versuchs, in das Präsidialbüro in Ankara einzudringen, festgenommen wurden.
Am 20. Juli 2016 wurde berichtet, dass es 264 Todesopfer gegeben habe: 173 Zivilisten, 67 regierungstreuen Sicherheitskräften und 24 Putschisten. Im Çengelköy-Viertel im Istanbuler Stadtteil Üsküdar, wo Putschisten das Polizeirevier angegriffen und Geiseln genommen hatten, sollen 18 Zivilisten getötet worden sein. Mustafa Cambaz, ein Fotoreporter der Yeni Şafak, wurde dort ebenfalls erschossen. Am Saraçhane-Platz im Istanbuler Bezirk Fatih sollen 17 Personen getötet worden sein, als F-16-Jets über eine Menschenmenge flogen. Auch zwei Fahrer von Baumaschinen, die Putschisten den Weg abschneiden wollten, bezahlten dies mit ihrem Leben. DHA meldete, dass in Istanbul sechs Zivilisten erschossen und fast 100 verletzt worden seien.

## Anführer und Drahtzieher
Die Anführer und Drahtzieher des Umsturzversuchs sind nicht vollständig bekannt. Nach dem Informationsstand von Ende 2016 wurde er von Angehörigen des türkischen Militärs und Anhängern der Gülen-Bewegung übereilt durchgeführt, nachdem Geheimdienst und Militärführung Informationen über subversive Vorgänge im Militär erlangt hatten. Als unbestritten gilt, dass Geheimdienstchef Hakan Fidan und Generalstabschef Hulusi Akar spätestens am Nachmittag des 15. Juli 2016 von einem bevorstehenden Putsch wussten. Fraglich ist, ob die Regierung ihn bewusst geschehen ließ.
Einigkeit besteht darin, dass der Putschversuch Folge einer schon länger schwelenden Kontroverse war und Gülenisten seither versuchten, die Macht Präsident Erdoğans zu brechen. Nach dem Bruch zwischen den Gülenisten und der AKP hätten die Gülenisten seit 2012 sukzessive daran gearbeitet, einen „stillen Bürgerkrieg“ auszutragen. Der Umstand, dass sich niemand zu einer unmittelbaren Anführerschaft bekannte, soll die These zulassen, dass es auch außerhalb der Mehrheit gülenistisch gesinnter Militärs schon einige Zeit Umsturzpläne gab, denen sich, als es ernst wurde, auch säkular gesinnte Kräfte zur Gefolgschaft machten. Eine andere Lesart ist, dass sich niederrangige Soldaten wegen der „Gehorsamskultur“ in den Streitkräften den Putschisten anschlossen, es aber auch Druck bis hin zu Erpressung gegeben haben könnte. Ermittlungen sollen dagegen ergeben haben, dass Militärs, die nicht den Gülenisten zuzurechnen sind, weder in die Putschplanungen eingebunden, noch auf dem Luftwaffenstützpunkt Akıncı, einer der Basen der Putschisten, anzutreffen waren.
Schon lange vor dem Bruch zwischen der AKP und dem Gülen-Netzwerk 2013 hätten Kritiker in der Türkei gewarnt, dass es sich dabei um eine Sekte handele, deren eigentliches Ziel der Staatsstreich sei. So habe Fethullah Gülen 1999 in einem Video seine Anhänger aufgefordert, „die Macht im Staat zu übernehmen, sobald man in allen verfassungsmäßigen Institutionen über eine entscheidungsfähige Mehrheit verfüge“. Dass die Gülenisten ihre Ziele erreicht hatten, zumindest zeitweise, davon gehe eine lange Liste kundiger Personen aus, darunter investigativ tätige Journalisten wie Ahmet Şık und Nedim Şener, Richter wie Orhan Gazi Ertekin, US-Botschafter, hochrangige Polizeioffiziere und Mesut Yılmaz, der ehemalige Ministerpräsident der Türkei. Yılmaz brachte in der ARD-Dokumentation „Die Nacht, in der die Panzer rollten“ zum Ausdruck, dass die Etablierung der AKP und ihr weiterer Aufstieg gleichzeitig auch die Blütezeit der Gülen-Sekte war.
Während die Behauptung der Regierung, dass gülenistisch gesinnte Militärs die Verantwortung für den Putschversuch tragen, stets aufrechterhalten wurde, und auch verschiedene Anhaltspunkte für ihre Verstrickung darin existierten, ließ sich eine Beteiligung Fethullah Gülens selbst nicht belegen. Insider wollen jedoch Kenntnis davon erlangt haben, dass gülenistische Offiziere die Drahtzieher waren. Die Überzeugung der Regierung, dass es sich dabei nur um Gülen selbst handeln kann, beruht auf der Behauptung von Generalstabschef Hulusi Akar, dass der Brigadegeneral der Luftwaffe Hakan Evrim ihm (Akar) nach seiner Geiselnahme im Luftwaffenstützpunkt Akıncı angeboten habe, sich den Putschisten anzuschließen und ihn (Akar) in Kontakt mit Gülen als deren „Meinungsführer“ zu bringen. Dies wurde von Evrim bestritten.
Fethullah Gülen, den Präsident Erdoğan als einen der Hauptverschwörer ansieht, verurteilte den Putschversuch und bestritt jede Beteiligung daran: „Ich verurteile den versuchten Militärputsch in der Türkei auf das Schärfste. Eine Regierung sollte durch freie und faire Wahlen gewonnen werden, nicht durch Gewalt. Ich bete zu Gott für die Türkei, die türkischen Bürger und alle, die sich derzeit in der Türkei aufhalten, dass diese Situation friedlich und schnell gelöst wird. Als jemand, der in den letzten fünf Jahrzehnten unter mehreren Militärputschen gelitten hat, ist es besonders beleidigend, beschuldigt zu werden, in irgendeiner Weise an einem solchen Versuch beteiligt zu sein. Ich weise solche Anschuldigungen kategorisch zurück.“ Präsident Erdoğan forderte die Vereinigten Staaten auf, Gülen auszuliefern. Ministerpräsident Binali Yıldırım drohte jedem Land, das Gülen unterstützen würde, mit Krieg. Der türkische Arbeitsminister Süleyman Soylu behauptete, dass Amerika hinter dem Putsch steckt. US-Außenminister John Kerry forderte die türkische Regierung auf, bevor die USA einem Auslieferungsersuchen nachkommen könnten, stichhaltige Beweise für eine Schuld Gülens vorzulegen. Am 15. August 2016 äußerte sich der ehemalige US-Diplomat James Franklin Jeffrey, der von 2008 bis 2010 Botschafter der Vereinigten Staaten in der Türkei war, so: „Die Gülen-Bewegung hat zumindest das Militär infiltriert, soweit ich weiß. Natürlich hatten sie früher auch extrem die Polizei und die Justiz unterwandert. Ich habe das gesehen, als ich früher in der Türkei war, insbesondere im Fall Balyoz, im Fall Hakan Fidan und bei den Korruptionsfällen im Jahr 2013. Offensichtlich wurde ein bedeutender Teil der türkischen Bürokratie infiltriert und hat sich einer Bewegung angeschlossen. Das ist natürlich absolut inakzeptabel und extrem gefährlich. Es hat wahrscheinlich zu dem Putschversuch geführt.“

## Ereignisse nach dem Putschversuch

### Positionen türkischer Oppositionsparteien

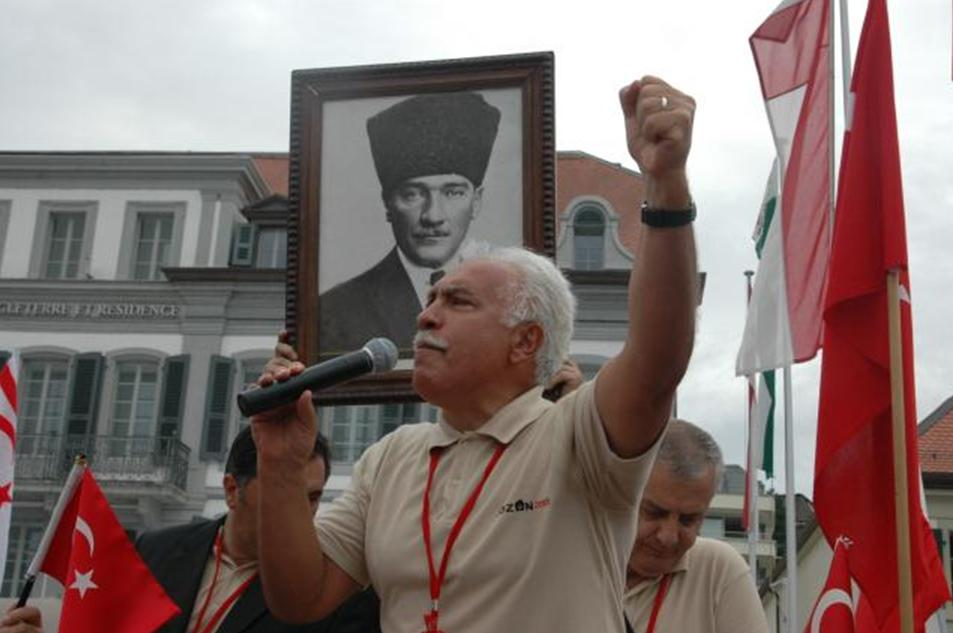
Nahezu jede Oppositionspartei verurteilte den Putschversuch. Der linksnationalistische Politiker Doğu Perinçek (Bild) schloss sich gar den Spekulationen der AKP an und beschuldigte Gülen und die USA der Täterschaft.

Nach dem Putschversuch gab die Republikanische Volkspartei (CHP) eine Erklärung ab, in der sie sich gegen den Putschversuch positionierte. Die Hürriyet Daily News berichtete, dass auch der Vorsitzende der Nationalistischen Bewegung (MHP), Devlet Bahçeli, mit Premierminister Binali Yıldırım telefonierte, um ihm zu sagen, dass er (Bahçeli) den Putschversuch verurteilt. Die Co-Vorsitzenden der Demokratischen Volkspartei (HDP) erklärten, die Partei sei unter allen Umständen und aus Prinzip gegen jede Art von Putsch. Doğu Perinçek von der Vaterlandspartei (VP) beschuldigte Fethullah Gülen und die USA, die Drahtzieher des Putschversuchs zu sein. Die Arbeiterpartei Kurdistans (PKK), die von der Türkei und manchen Verbündeten als Terrororganisation eingestuft wird, forderte ihre Anhänger auf, sich aus der Diskussion herauszuhalten. Die Kommunistische Partei (KP) rief die Bevölkerung auf, die AKP-Regierung zu stürzen, da diese „ein „Feind der Menschheit“ sei.

### Reaktionen im internationalen Ausland
Schon als die Putschangriffe noch andauerten, gab der Generalsekretär des Europarats, Thorbjørn Jagland, auf Twitter eine Erklärung ab, betonte insbesondere, dass jeder Versuch, die demokratisch gewählte Führung zu stürzen, inakzeptabel ist.
Russlands Präsident Wladimir Putin nahm mit seinem Amtskollegen Erdoğan noch vor den Staatsoberhäuptern von NATO-Mitgliedsländern Kontakt auf. Soweit der kasachische Präsident Nursultan Nasarbajew gegenüber seinem türkischen Amtskollegen Solidarität bekundete, bedankte sich Erdoğan bei dieser Gelegenheit bei Nasarbajew auch für die Unterstützung bei der Lösung der zu diesem Zeitpunkt schon fast acht Monate andauernden Krise um die abgeschossene russische Suchoi Su-24 im November 2015. Erdoğans Dank galt nicht zuletzt auch dem griechischen Premierminister Alexis Tsipras, der zu den ersten Staats- und Regierungschefs der NATO-Länder gehörte, die den Putschversuch schon früh verurteilten. Der pakistanische Premierminister Nawaz Sharif lobte das türkische Volk und die AKP-Regierung und verurteilte, dies ausdrücklich als Versuch bezeichnend, die Demokratie in der Türkei zu untergraben: „Wir bewundern zutiefst die Entschlossenheit des tapferen und widerstandsfähigen türkischen Volkes, das sich gegen die Kräfte der Finsternis und der Anarchie erhoben hat, um seine Unterstützung und sein Engagement für die Demokratie zum Ausdruck zu bringen.“
Die Mehrheit westlicher Staaten sprach entweder von Unterstützung der türkischen Regierung oder rief nur zur Zurückhaltung auf. Am 16. Juli 2016 wurde jedoch eine Erklärung des Sicherheitsrates der Vereinten Nationen, in welcher der Putschversuch einstimmig verurteilt werden sollte, von Ägypten aufgrund von Unstimmigkeiten über den Wortlaut nicht akzeptiert. Ägyptische Diplomaten erklärten, der Rat sei nicht in der Lage, die türkische Regierung oder irgendeine andere Regierung „als demokratisch gewählt“ oder „nicht demokratisch gewählt“ zu bezeichnen. Die Einwände der USA und des Vereinigten Königreichs führten dazu, dass Ägypten eine neue Erklärung anregte, in der alle Seiten aufgefordert werden, die demokratischen und verfassungsmäßigen Grundsätze und die Rechtsstaatlichkeit zu respektieren. Auch die Neuformulierung wurde nicht ratifiziert, sodass der Sicherheitsrat den Putschversuch nicht verurteilen konnte, jedenfalls nicht offiziell. Russland ist eines der fünf ständigen Mitglieder im Sicherheitsrat der Vereinten Nationen. Der Vorsitzende der nationalistischen Liberaldemokratischen Partei Russlands (LDPR), Wladimir Schirinowski, äußerte offen seine Sympathie für die Putschisten.
Al-Monitor, ein in Washington, DC, USA, ansässiges Internet-Nachrichtenportal, das sich mit Hintergrundberichten und Analysen aus und über den Nahen Osten befasst, brachte Kritik am Westen dahingehend zum Ausdruck, dass dieser bis zum Scheitern des Putsches gezögert habe, um erst dann Solidaritätserklärungen abzugeben. Dagegen habe der Iran, genauer sein Außenminister Mohammed Dschawad Sarif, sich bereits in den ersten Stunden auf Twitter klar positioniert. Das Gemunkel, der Westen habe durch sein Schweigen sozusagen „hinter verschlossenen Türen auf einen erfolgreichen Putsch gehofft“, wurde vom Präsidenten des Iran, Hassan Rohani, für bare Münze genommen. Rohani sagte seinem Amtskollegen Erdoğan, der Putschversuch sei „ein Test, um Ihre in- und ausländischen Freunde und Feinde zu identifizieren.“ Ein iranischer Beamter wies auf Parallelen zwischen dem Putschversuch in der Türkei und der „Operation Ajax“, dem Sturz des iranischen Premierministers Mohammad Mossadegh im Jahr 1953, hin: „Wir wissen, dass dieser Versuch von ausländischer Seite ausgelöst wurde. Das haben wir in der Vergangenheit auch schon erlebt. Da Herr Erdoğan heute einen positiveren Weg in der Region einschlagen will, wollen sie ihn stürzen.“
Mustafa Akıncı, Präsident von Nordzypern, begrüßte den Umstand, „dass keine Gemeinschaft in der Türkei […] den Putsch beklatscht hat, wie noch in der Vergangenheit.“ Aserbaidschan verurteilte den versuchten Militärputsch aufs Schärfste. Novruz Məmmədov, stellvertretender Leiter der aserbaidschanischen Präsidialverwaltung und Chef der Abteilung für Außenbeziehungen, bezeichnete solche Aktionen als „inakzeptabel“.
Der seinerzeit für die EU-Beitrittskandidatur der Türkei zuständige EU-Kommissar Johannes Hahn hielt es für denkbar, dass die türkische Regierung vor dem Putschversuch Listen über politische Gegner erstellt und auf den richtigen Zeitpunkt zum Handeln gewartet habe. In diesem Sinne kritisierte auch die EU die Entscheidung der Türkei, den Putschversuch pauschal in das Themenfeld des Terrorismus einzuordnen, insbesondere wenn dies, ebenso pauschal und ohne Differenzierung, mit der Verletzung von Grundrechten und Grundfreiheiten vieler, möglicherweise auch unschuldiger Betroffener einhergeht.

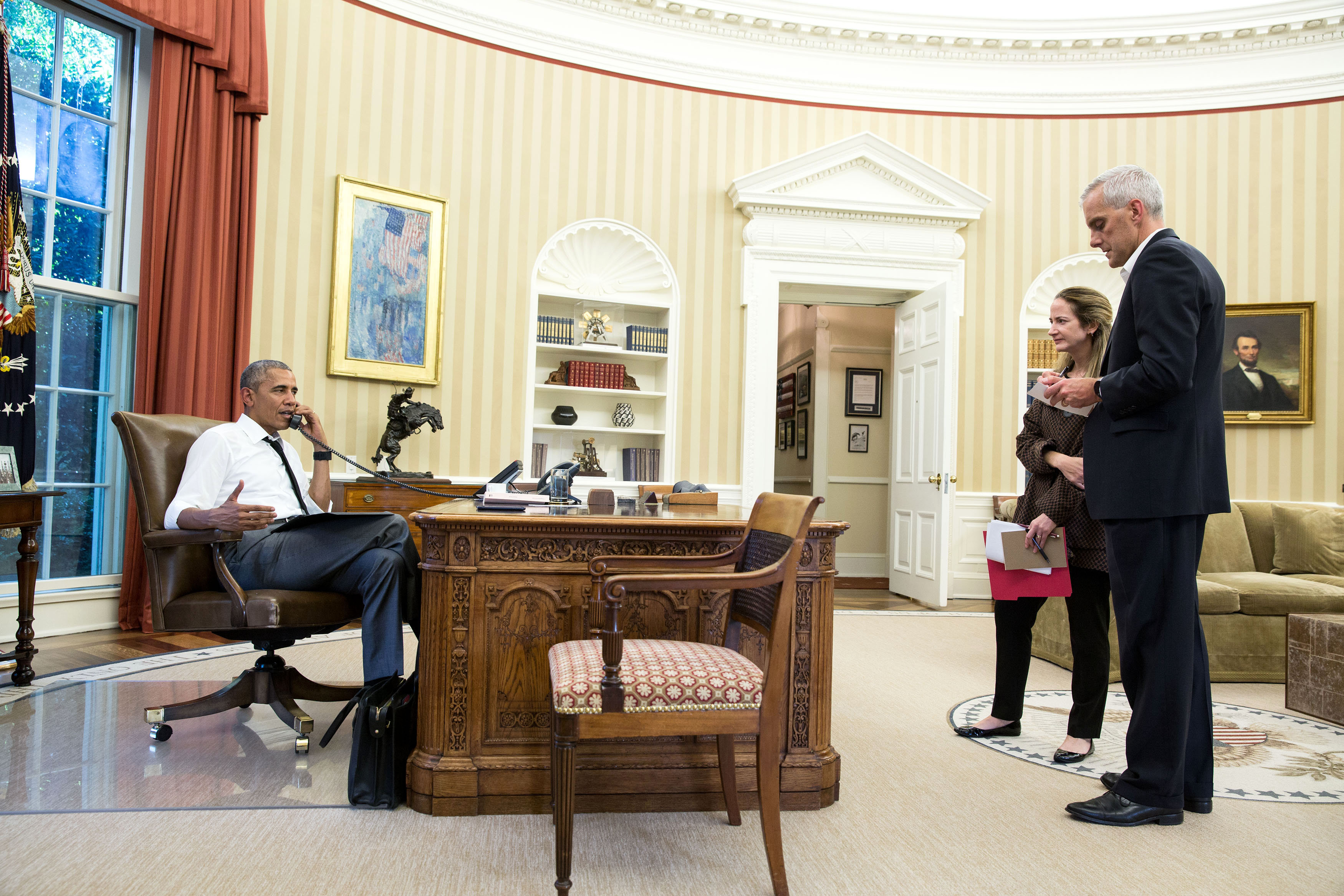
Präsident Barack Obama telefoniert im Oval Office mit Außenminister John Kerry über die Lage in der Türkei.

Am 19. Juli 2016 erklärte der Sprecher des Weißen Hauses, Josh Earnest, während eines Pressebriefings, dass Präsident Barack Obama ein Telefongespräch mit Präsident Erdoğan geführt habe: „Der Präsident nutzte das Telefonat, um noch einmal das starke Engagement der Vereinigten Staaten für die demokratisch gewählte Zivilregierung der Türkei zu bekräftigen. Der Präsident sagte der türkischen Regierung jede erforderliche Unterstützung bei der Durchführung der Ermittlungen zu, um die genauen Geschehnisse zu klären.“
Am 20. Juli 2016 sagte NATO-Generalsekretär Jens Stoltenberg: „Die Türkei hat eine große Streitmacht, professionelle Streitkräfte und […] Ich bin sicher, dass sie weiterhin ein engagierter und starker NATO-Verbündeter sein wird.“ In einer am 10. August 2016 veröffentlichten Erklärung verurteilte Stoltenberg den Putschversuch erneut und bekräftigte seine volle Unterstützung für die demokratischen Institutionen der Türkei. Dies brachte der Generalsekretär auch gegenüber der Regierung zum Ausdruck und bekundete gleichzeitig seinen Respekt für den Mut des türkischen Volkes.
Am 29. Juli 2016 wies der Befehlshaber des US-Zentralkommandos, General Joseph L. Votel, Behauptungen Präsident Erdoğans zurück, wonach er (Votel) den Putschversuch in der Türkei unterstützt habe.
Am 1. August 2016 besuchte der Vorsitzende der Vereinigten Stabschefs der USA, General Joseph F. Dunford, die Türkei und verurteilte vor Ort den Putschversuch. Er sagte: „Das durchgängige Thema des Tages war die Bekräftigung der Bedeutung der Beziehungen zwischen den USA und der Türkei – die Notwendigkeit unserer Zusammenarbeit.“
Die erste Reaktion der deutschen Regierung erfolgte in der Nacht zum 16. Juli 2016 durch Regierungssprecher Steffen Seibert: „Die demokratische Ordnung in der Türkei muss respektiert werden. Alles muss getan werden, um Menschenleben zu schützen.“ Noch am selben Tag erklärte Bundeskanzlerin Angela Merkel, dass sie den Versuch, die gewählte Regierung und den Präsidenten zu stürzen, auf das Schärfste verurteilt. Im Umgang mit den Verantwortlichen müsse sich nun der Rechtsstaat beweisen. Kritischer wurden die Stimmen, als die türkische Regierung begann, regressive Maßnahmen einzuleiten. Bundestagspräsident Norbert Lammert sagte am 22. Juli 2016, dass sich die Türkei von den europäischen Mindeststandards, auf die sie sich als Mitglied des Europarats verpflichtet habe, immer weiter entferne. Besorgniserregend seien vor allem die Massenverhaftungen und Amtsenthebungen. Es sehe danach aus, dass diese schon länger vorbereitet gewesen sind. Bundestagsvizepräsident Johannes Singhammer forderte, die Zahlungen der EU an die Türkei einzufrieren.
Bundesaußenminister Frank-Walter Steinmeier forderte am 21. Juli 2016 die türkische Regierung auf, den Ausnahmezustand auf möglichst kurze Zeit zu beschränken. Deutsche Medien mutmaßten, der Putschversuch könnte von Präsident Erdoğan als „Vorwand“ benutzt worden sein, das Präsidialsystem einzuführen, um danach noch härter gegen Oppositionelle vorzugehen. Außerhalb der Türkei wird von Behörden und anderen offiziellen Stellen fast ausnahmslos der Theorie widersprochen, dass Fethullah Gülen und seine Anhänger für den Putschversuch verantwortlich sind. Der Präsident des Bundesnachrichtendienstes, Bruno Kahl, schloss sich den Bedenken an.

### Asylanträge und Flüchtige
Am 16. Juli 2016 gab es Pressemeldungen, dass acht türkische Militärangehörige verschiedener Dienstgrade an Bord eines Black-Hawk-Hubschraubers in der nordostgriechischen Stadt Alexandroupoli gelandet seien und Asyl in Griechenland beantragt hätten. Während der türkische Außenminister Mevlüt Çavuşoğlu die schnellstmögliche Auslieferung „der acht Verräter“ forderte, erklärten griechische Behörden: „Wir werden die Verfahren des internationalen Rechts befolgen. Wir geben jedoch zu bedenken, dass die (Anm. die türkischen Militärs) in ihrem eigenen Land beschuldigt werden, die verfassungsmäßige Ordnung zu verletzen und zu versuchen, die Demokratie zu stürzen.“ Der Hubschrauber wurde in die Türkei zurückgebracht. Die acht Asylbewerber wurden später nach Athen verlegt. Am 26. Januar 2017 entschied sich der Oberste Gerichtshof Griechenlands gegen eine Auslieferung. Dies wurde damit begründet, dass den acht Personen bei einer Rückführung in ihr Heimatland aller Voraussicht nach kein faires Verfahren bevorstünde.
Am 15. Februar 2017 verschafften sich fünf türkische Kommandosoldaten über den Fluss Evros illegal den Übertritt auf griechisches Territorium. Nach der Einreise trennte sich die Gruppe. Zwei von ihnen, die der türkischen Marine angehörten, stellten sich der Polizei und beantragten in Alexandroupolis Asyl. Die von den beiden angegebenen Namen stimmten angeblich mit den Namen von zwei Flüchtigen überein, die im Zusammenhang mit einer geheimen Operation gegen Präsident Erdoğan gesucht wurden. Die griechische Regierung wies darauf hin, dass sie nicht zulassen werde, in die laufenden Auseinandersetzungen zwischen der Türkei und Anhängern Fethullah Gülens hineingezogen zu werden. Von den anderen drei Geflüchteten gab es keine Spur. Es soll aber Hinweise darauf gegeben haben, dass sie in Griechenland verhaftet wurden und ihnen eine Abschiebung in die Türkei drohte.
Es waren auch zwei türkische Militärattachés zusammen mit ihren Familien in Athen untergetaucht. Dabei handelt es sich um den Oberstleutnant İlhan Yaşıtlı und den Marineattaché und Oberst Halis Tunç. Am 7. August 2016 hob das griechische Außenministerium die Akkreditierung der beiden auf Antrag des türkischen Außenministeriums auf. Griechische Medien berichteten, dass sie nach Italien geflohen sein könnten. Am 11. August 2016 bestätigte der türkische Außenminister Mevlüt Çavuşoğlu die Berichte, wonach die beiden Attachés Griechenland in Richtung Italien verlassen hätten. Bei den italienischen Behörden werde jeweils ein Auslieferungsersuchen gestellt.
Admiral Mustafa Zeki Uğurlu, der beim Allied Command Transformation der NATO in Norfolk, Virginia, stationiert war, beantragte Asyl in den Vereinigten Staaten, nachdem er von der türkischen Regierung zurückgerufen worden war. Der Asylantrag hatte keinen Erfolg.
Mitte November 2016 wurde offiziell bestätigt, dass rund 40 türkische Militärangehörige verschiedener Dienstgrade in Deutschland und Belgien Asyl beantragt haben. Im Januar 2017 berichteten das Magazin Der Spiegel und die ARD, dass 40 weitere hochrangige türkische Soldaten, die in Einrichtungen der NATO in Deutschland arbeiteten, in Deutschland Asyl beantragt hätten. Ende Februar 2017 gaben die zuständigen deutschen Behörden an, seit dem Putschversuch im Zeitraum von August 2016 bis Januar 2017 insgesamt 136 Asylanträge von Türken mit Diplomatenpässen erhalten zu haben.
Das Bundesamt für Migration und Flüchtlinge (BAMF) teilte ebenfalls Mitte November 2016 mit, dass bis Oktober 2016 4.437 Asylanträge türkischer Staatsangehöriger eingegangen seien, was einer Steigerung um 2.670 Anträge im Vergleich zum gesamten Vorjahr entspreche. Stephan Mayer, innenpolitischer Sprecher der Unionsfraktion im Bundestag, sagte: „Wir müssen damit rechnen, dass die Zahl der Türken, die in Deutschland politisches Asyl suchen, noch weiter steigen wird.“ Im Januar 2018 stand Deutschland an erster und Griechenland an zweiter Stelle der EU-Länder, in denen türkische Staatsangehörige nach dem Putschversuch Asyl beantragt haben.
Im November 2016 erklärte der Generalsekretär der NATO, Jens Stoltenberg, dass türkische NATO-Offiziere in den Ländern, in denen sie stationiert waren, um Asyl gebeten hätten. Stoltenberg nannte weder die betreffenden Länder noch die Anzahl der Asylsuchenden. Er betonte jedoch, dass die Entscheidung den jeweiligen Ländern obliege: „Einige türkische Offiziere, die in der NATO-Kommandostruktur arbeiten, […] haben in den Ländern, in denen sie arbeiten, um Asyl gebeten. […] Wie immer ist dies eine Angelegenheit, die von den verschiedenen NATO-Verbündeten als nationale Angelegenheit bewertet und entschieden werden muss.“ Im März 2017 gewährte Norwegen vier türkischen Soldaten und einem Militärattaché Asyl. Mehrere türkische Staatsbürger mit Diplomatenpässen sollen auch in der Schweiz politisches Asyl beantragt haben.

### Ausrufung des Ausnahmezustands
Am 20. Juli 2016 verkündete Präsident Erdoğan einen dreimonatigen Ausnahmezustand. Dabei konnte er sich auf Artikel 120 der türkischen Verfassung („Ausrufung des Ausnahmezustands wegen verbreiteter Gewalttaten und schwerwiegender Störung der öffentlichen Ordnung“) berufen.
Während eines Ausnahmezustands kann gemäß Artikel 121 „der Ministerrat unter dem Vorsitz des Präsidenten der Republik in den durch den Ausnahmezustand bedingten Angelegenheiten Verordnungen mit Gesetzeskraft erlassen“. Anschließend müssen die Verordnungen vom Parlament gebilligt werden. Der Ausnahmezustand wurde am 21. Juli 2016 mit 346 gegen 115 Stimmen bestätigt. Ministerpräsident Binali Yıldırım erklärte vor dem Parlament, der Ausnahmezustand sei erforderlich, „um diese Plage schnell loszuwerden.“ Der stellvertretende Ministerpräsident Numan Kurtulmuş kündigte an, dass die Türkei, um dem Ausnahmezustand Geltung zu verschaffen, einen Teil der EMRK vorübergehend aussetzen werde. Kurtulmuş berief sich dabei auf Artikel 15 der Konvention („Abweichen im Notstandsfall“). Die Maßnahmen müssen dem Europarat angezeigt werden. Sie dürfen das Recht auf ein faires Verfahren oder das Folterverbot auch nicht verletzen.
Am 3. Oktober 2016 erklärte Kurtulmuş, dass die Regierung beabsichtige, den Ausnahmezustand um weitere drei Monate zu verlängern. Die Oppositionsparteien CHP und HDP positionierten sich ablehnend zu diesem Plan, wollten eine solche Verlängerung nicht mittragen. Nachdem der Nationale Sicherheitsrat sie jedoch empfohlen hatte, fasste Präsident Erdoğan sogar einen einjährigen oder möglicherweise noch längeren Ausnahmezustand ins Auge. Der Vorsitzende der CHP, Kemal Kılıçdaroğlu, kritisierte, dass die Äußerung des Präsidenten, der Ausnahmezustand könne noch länger als zwölf Monate andauern, die Gefahr eines „Gegenputsches“ und die Aussicht auf entsprechende Entwicklungen erhöhe. Die Mehrheit der Regierungspartei AKP sorgte am 19. Oktober 2016 dafür, dass die dreimonatige Verlängerung beschlossen werden konnte. Tatsächlich wurde der Ausnahmezustand erst zum 19. Juli 2018, also nach weiteren zwei Jahren, beendet.

### Massenentlassungen, Verhaftungen und Amnestien
Der Putschversuch führte zu Massenentlassungen in nahezu allen Bereichen des öffentlichen Dienstes und Lebens. The New York Times und andere westliche Medien wie beispielsweise The Economist bezeichneten die Maßnahmen als „Gegenputsch“. Die New York Times postulierte, dass Präsident Erdoğan „rachsüchtiger und kontrollbesessener als je zuvor wird und die Krise nicht nur dazu nutzt, meuternde Soldaten zu bestrafen, sondern auch, um jeden Dissens, der in der Türkei noch vorhanden ist, zu unterdrücken.“ Bis 20. Juli 2016 waren im Zuge der Säuberungen bereits über 45.000 Militärs, Polizisten, Richter, Gouverneure und Beamte verhaftet oder suspendiert worden, darunter sämtliche Universitätsdekane des Landes. 163 Generäle und Admirale wurden inhaftiert, was etwa 45 % des gesamten türkischen Militärs entspricht.
Am 18. Juli 2016 forderte der Außenminister der USA, John Kerry, die türkischen Behörden auf, das harte Vorgehen einzustellen. Der französische Außenminister Jean-Marc Ayrault äußerte sich ebenso besorgt, warnte vor einem politischen System, das sich von der Demokratie abwende. Am 17. August 2016 begann die Türkei mit der Entlassung von etwa 38.000 Gefängnisinsassen, um Platz für etwa 35.000 Personen zu schaffen, die wegen ihrer tatsächlichen oder mutmaßlichen Verstrickung in den Putschversuch zu Haftstrafen verurteilt wurden. Am 28. September 2016 erklärte der türkische Justizminister Bekir Bozdağ, dass sich 70.000 Fälle noch im Ermittlungsstadium befinden. Gegen 32.000 Personen lägen bereits Haftbefehle vor.
Generalmajor Cahit Bakir, der die türkischen Streitkräfte in Afghanistan befehligte, und Brigadegeneral Sener Topuc, zuständig für Bildung und Hilfe in Afghanistan, wurden in Dubai festgenommen. General Akın Öztürk, ehemaliger Befehlshaber der türkischen Luftstreitkräfte, war Militärattaché der Türkei in Israel. Öztürk wurde unter der Anschuldigung verhaftet, eine führende Rolle bei dem Putschversuch gespielt zu haben. Auch General Adem Huduti, Befehlshaber der Zweiten Armee, die an den südlichen Grenzen zu Syrien und Nordirak operiert, und General Erdal Öztürk, Befehlshaber der Dritten Armee, wurden festgenommen.
Am 20. Juni 2019 schrieb Çiğdem Akyol, deutsche Journalistin und Autorin, auf n-tv.de einen Artikel, der sich unter anderem mit den Urteilen vom 20. Juni 2019 (siehe dazu unter: Urteile des Strafgerichtshofs in Sincan bei Ankara) befasst. Darin führte sie auch aus, dass seit dem Putschversuch nach Regierungsangaben rund 500.0000 Personen wegen angeblicher Gülen-Verbindungen festgenommen worden seien. Rund 30.000 sollen sich weiter in Haft befinden. Es reiche schon aus, ein Bankkonto bei einer Gülen-nahen Bank zu haben, um in Verdacht zu geraten.
Am 26. November 2020 schrieb die FAZ, wobei sie sich auf die Angaben der staatlichen Nachrichtenagentur Anadolu bezog, dass Innenminister Süleyman Soylu ihr (der Nachrichtenagentur) gegenüber geäußert habe, dass bis 26. November 2020 292.000 Personen bei Einsätzen gegen die Gülen-Bewegung festgenommen und 96.000 verhaftet wurden. Seit dem Putschversuch gehe die Sache nach Beteiligten ohne Unterlass weiter.

### Forderung nach Wiedereinführung der Todesstrafe
Nach den zahlreichen Festnahmen und Inhaftierungen forderten Tausende Demonstranten die Verhängung der Todesstrafe gegen die Beschuldigten. Präsident Erdoğan bekannte sich offen zu einer Wiedereinführung: „In einer Demokratie bekommt das Volk, was es will.“ Allerdings hat die türkische Strafjustiz bereits seit 1984 niemanden mehr hingerichtet. Im Jahr 2004 wurde die Todesstrafe als eine der Vorbedingungen für die Beitrittsverhandlungen der Türkei mit der Europäischen Union gesetzlich abgeschafft. Der französische Außenminister Jean-Marc Ayrault sagte, die Türkei müsse im Rahmen der Gesetze arbeiten, um das Demokratieverständnis Europas zu wahren.
Zur gleichen Zeit stellte die damalige Hohe Vertreterin der EU für Außenpolitik, Federica Mogherini, klar, dass kein Land in die Europäische Union aufgenommen werden kann, das die Todesstrafe verhängt oder wieder einführt. Der Sprecher der Bundesregierung, Steffen Seibert, erklärte, dass ihre Wiedereinführung die Beendigung der Beitrittsverhandlungen zur Folge hätte.
Die Türkei ist Mitglied des Europarats und hat die Europäische Menschenrechtskonvention (EMRK) ratifiziert. Die EMRK ist ein völkerrechtlicher Vertrag zwischen den Mitgliedern des Europarats, der unter anderem die Abschaffung der Todesstrafe vorsieht (13. Zusatzprotokoll zur EMRK). Somit könnte die Todesstrafe nicht wieder eingeführt werden, ohne gegen eine eingegangene Verpflichtung aus einem völkerrechtlichen Vertrag zu verstoßen.

### Anti-Putsch-Kundgebung in Istanbul
Am 7. August 2016 versammelten sich mehr als eine Million Menschen zu einer Anti-Putsch-Kundgebung in Istanbul. Präsident Recep Tayyip Erdoğan (AKP) nahm daran teil, so wie auch die beiden Vorsitzenden der großen Oppositionsparteien, Kemal Kılıçdaroğlu (CHP) und Devlet Bahçeli (MHP).

### Razzien
Die türkische Polizei führte nahezu zeitgleich in 18 Städten Razzien gegen Unternehmen durch, die mit Fethullah Gülen in Verbindung stehen sollen. Nach Angaben der staatlichen Nachrichtenagentur Anadolu Ajansı durchsuchte die Beamten 204 Räumlichkeiten und nahmen 187 Geschäftsleute wegen Mitgliedschaft in einer Terrororganisation und finanzieller Unterstützung einer Terrororganisation, so jedenfalls die Vorwürfe, fest. Die Vermögen aller Verdächtigen wurden beschlagnahmt.

### Demoskopie
Durch den Putschversuch büßte das türkische Militär an Zustimmung in der Bevölkerung ein. 2015, im Jahr davor, hatten noch rund 62 % der Teilnehmer an einer jährlich stattfindenden Umfrage der Kadir-Has-Universität ihm das Vertrauen ausgesprochen. Nach dem Putschversuch waren es nur noch 47 %. Damit fiel das Militär, fast identisch mit Präsident Erdoğan, um 15 Prozentpunkte zurück, der mit rund 49 % nur noch knapp die Hälfte seiner früheren Sympathiewerte erreichte.
Nach einer Umfrage des Meinungsforschungsinstituts Andy-Ar (1.496 Teilnehmer) glaubten 64,4 %, dass Fethullah Gülen für den Putschversuch verantwortlich ist. 3,8 % hatten die USA, 3,6 % ausländische Mächte und 2,2 % Präsident Erdoğan selbst im Verdacht. 72,6 % meinten, dass die Putschisten von ausländischen Staaten unterstützt wurden. 81,5 % meinten, dass es richtig wäre, Gülen in die Türkei zurückzubringen. 77,7 % gaben an, dass sie ihn und seine Anhänger als Gefahr für die öffentliche Ordnung sehen.
Nach einer weiteren, vom Demoskopie-Institut MetroPOLL durchgeführten Meinungsumfrage, bei der zwischen dem 28. Juli und dem 1. August 2016 1.275 türkische Bürger befragt wurden, begrüßten 67,6 % die Maßnahmen der Regierung. Ende Juni 2016 belief sich die Zustimmung auf nur noch 47 %. Knapp zwei Jahre später, in einer im Februar 2018 veröffentlichten Studie des Center for American Progress, gaben 49 % der Befragten an, die Maßnahmen zu begrüßen. 39 % äußerten sich gegenteilig.

### Westliche Staaten und die Rolle der USA
Im belgischen Beringen versuchten Angreifer schon kurz nach dem Putschversuch ein Gebäude zu stürmen, das der pro-Gülen-Bewegung „Vuslat“ gehört. Die Polizei setzte einen Wasserwerfer ein, um sie in Schach zu halten. In der Presseberichterstattung hieß es, die Polizei habe gleichzeitig die Häuser von Gülen-Anhängern geschützt. Auch in Heusden-Zolder, einem anderen Teil Belgiens, kam es zu Unruhen. Die Regierung in Somalia ordnete die vollständige Beendigung aller Aktivitäten einer mit der Gülen-Bewegung verbundenen Organisation an und gab deren Mitarbeitern sieben Tage Zeit, das Land zu verlassen.
Die staatsnahe türkische Tageszeitung Yeni Şafak schrieb am 25. Juli 2016, der inzwischen pensionierte US-Armeegeneral John F. Campbell sei der Drahtzieher hinter dem Putschversuch. Campbell bezeichnete die Behauptung als „absolut lächerlich“. Präsident Barack Obama sagte zeitgleich: „Alle Berichte, dass wir von einem Putschversuch gewusst hätten, dass die USA daran beteiligt gewesen wären, dass wir die türkische Demokratie in irgendeiner Weise untergraben wollen, sind völlig falsch, eindeutig falsch.“
In einer Rede am 29. Juli 2016 sagte Präsident Erdoğan, der Chef des United States Central Command, Joseph L. Votel, stehe auf der Seite der Putschisten. Erdoğan behauptete auch, die Vereinigten Staaten würden Fethullah Gülen, von dessen Rolle als Drahtzieher des Umsturzversuchs die türkische Regierung überzeugt ist, zu schützen. Premierminister Binali Yıldırım äußerte sich ähnlich. In seiner Erwiderung bezeichnete Votel die Äußerungen der türkischen Regierung als „unglücklich und völlig unzutreffend“. Zudem gab Vogel zu bedenken, dass die Massenverhaftungen und Entlassungen die militärische Zusammenarbeit zwischen den USA und der Türkei im Kampf gegen den Islamischen Staat (ISIS) empfindlich stören könnten. Die gleiche Befürchtung äußerte der Director of National Intelligence, James R. Clapper.
Am 2. August 2016 sagte Präsident Erdoğan, dass westliche Länder den Terrorismus und den Militärputsch geradezu fördern. Besonders den USA gegenüber verschärfte er seine Worte: „Ich frage die Vereinigten Staaten, was für strategische Partner sind wir, dass Sie immer noch jemanden aufnehmen, dessen Auslieferung ich gefordert habe?“ Als zeitgleich die Spannungen mit den Vereinigten Staaten ihren Höhepunkt erreichten, stellte Erdoğan die diplomatischen Beziehungen grundlegend in Frage. Er schoss sich auch pauschal gegen den Westen ein, indem er unterstellte, „das Drehbuch für den gescheiterten Putsch sei im Ausland geschrieben worden.“ Er habe Präsident Barack Obama persönlich gebeten, Fethullah Gülen an die Türkei auszuliefern. Als die US-Regierung antwortete, dass sie vor einer Auslieferung Beweise für dessen Schuld benötige, antwortete Erdoğan: „Als ihr um die Auslieferung eines Terroristen gebeten habt, haben wir keine Dokumente verlangt. […] Wir wollen ihn vor Gericht stellen.“
Am 31. Januar 2017 sagte der britische Staatsminister für Europa und Amerika, Alan Duncan, er glaube, dass die Gülen-Bewegung für den Putschversuch verantwortlich ist und behauptete, dass die Organisation, die den Staat unterwanderte, versucht hat, die demokratische Struktur in der Türkei zu beseitigen.
Am 1. Dezember 2017 erließ die Generalstaatsanwaltschaft in Istanbul einen Haftbefehl gegen den amerikanischen Politikanalysten, ehemaligen Beamten der Central Intelligence Agency (CIA) und ehemaligen stellvertretenden Vorsitzenden des National Intelligence Council (NSA), Graham E. Fuller. Der Haftbefehl wurde mit der Beteiligung Fullers an dem Putschversuch begründet. Der ehemalige Leiter auch einer CIA-Dependance in Kabul war angeblich am 15. Juli 2016 in Istanbul an einem Treffen beteiligt, bei dem es um die Organisation und Koordinierung eines Militärputsches ging. Ein weiterer Teilnehmer an dem Treffen soll nach Ermittlungen der Staatsanwaltschaft der US-Amerikaner Henri J. Barkey gewesen sein, der bereits eine Woche nach dem Putschversuch als Verdächtiger gehandelt wurde.

### Wandel bei Migration und Asylsuche
Griechische Behörden auf mehreren Ägäisinseln forderten Notmaßnahmen, um den wachsenden Flüchtlingsstrom aus der Türkei einzudämmen. Die Zahl der Flüchtlinge nahm nach dem Putschversuch deutlich zu. Vincent Cochetel, Direktor des Europa-Büros des Amtes des Hohen Flüchtlingskommissars der Vereinten Nationen, sagte im August 2016, dass Teile des Abkommens zwischen der Europäischen Union und der Türkei, wie das Thema Migration gehandhabt werden soll, im Ergebnis bereits wirkungslos geworden sind. In griechischen Haftanstalten sei auch kein türkischer Polizeibeamter anzutreffen, der mithilft, angeordnete Abschiebungen zu vollziehen.

### Die Gülen-Bewegung in Deutschland
Der Regierende Bürgermeister von Berlin, Michael Müller, sagte, die Türkei führe einen Krieg gegen Anhänger der Gülen-Bewegung in Deutschland. Müller sei gefragt worden, ob er bereit ist, die türkische Regierung bei ihrem Kampf gegen die Bewegung zu unterstützen. Dies habe er abgelehnt. Solche Konflikte könnten nicht in Berlin ausgetragen oder von der Stadt gelöst werden.
Der Spiegel soll geheime Dokumente veröffentlicht haben, aus denen hervorgehe, dass der türkische Geheimdienst (MİT) den Bundesnachrichtendienst (BND) um Unterstützung bei der Ausforschung von Gülen-Anhängern in Deutschland gebeten hat. Der MİT habe vom BND zudem erwartet, dass er (der BND) seinen Einfluss geltend macht, um den deutschen Gesetzgeber zu überzeugen, dass auch von dessen Seite etwas gegen Gülen-Anhänger unternommen werden muss. Die türkische Regierung selbst habe Auslieferungsersuchen an die zuständigen Behörden in Deutschland gerichtet.
Am 31. Juli 2016 kam es in Köln zu einer Großdemonstration, an der rund 40.000 Menschen, überwiegend Deutschtürken, für Präsident Erdoğan und ihr Herkunftsland demonstrierten. 2.700 Polizisten sollen im Einsatz gewesen und auch Wasserwerfer bereitgestanden haben. Zu Ausschreitungen kam es jedoch nicht. Ursprünglich war geplant, Erdoğan auf einer Großleinwand live zuzuschalten, was dann aber verboten wurde. Erdoğans Sprecher, İbrahim Kalın, bezeichnete das Übertragungs-Verbot als „inakzeptablen Zustand“ und will gar eine Verletzung der Meinungsfreiheit erkannt haben. Es sei schon nicht hinnehmbar, dass die deutschen Behörden Demonstrationen der verbotenen kurdischen Arbeiterpartei PKK zuließen, jedoch eine „Demokratie-Veranstaltung“ gegen den Putschversuch unter Verweis auf die Sicherheitslage verhindern wollten. Gegen Ende der Kundgebung konnte nur eine Botschaft Erdoğans verlesen werden. Darin lobte er, dass sich die türkische Bevölkerung den Putschisten mutig entgegenstellte, dankte auch den Bürgern, die in Deutschland auf die Straße gegangen waren. Erdoğan: „Heute ist die Türkei stärker als sie je vor dem 15. Juli gewesen ist.“ Die Anrufung des Bundesverfassungsgerichts blieb erfolglos.
Staatliche Stellen befürchteten, dass türkische Moscheen in Deutschland in eine Rolle schlüpfen könnten, die sich nicht mehr nur ihrem religiösen Auftrag verpflichtet fühlt, sondern auch eine Art „Innenpolitik“ im Sinne der türkischen Regierung betreiben könnten. Dies würde sich dann nicht mehr nur lokal auswirken. Demgegenüber wurde die DİTİB (Türkisch-Islamische Union der Anstalt für Religion) in Deutschland jahrelang geradezu ermutigt, in ausreichender Zahl islamkundige Lehrer für Bildungseinrichtungen der Gülen-Bewegung für die türkische Diaspora zu rekrutieren. Die DİTİB verwaltet in Deutschland rund 900 Moscheen. Die Gülen-Bewegung unterhält mindestens 100 Bildungseinrichtungen.
In einer Predigt der DİTİB (Freitagsgebet vom 22. Juli 2016) heißt es unter anderem: „Unser nobles Volk hat mit diesem Eintreten seinen Glauben und seine Loyalität an die Rechtsstaatlichkeit, universalen und demokratischen Werte nochmals bekräftigend an die ganze Welt verkündet. Aber durch dieses Ereignis wurde sichtbar, dass diejenigen, die seit vierzig Jahren die gesäten Körner der Aufwiegelei, Aufruhr und Feindschaft unserem Volk sehr großen Schaden zugefügt haben.“
Nach Auffassung von Volker Beck, Abgeordneter von Bündnis 90/Die Grünen im Deutschen Bundestag, sei die DİTİB eine politisch geprägte Organisation, keine Religionsgemeinschaft. Volker Kauder, der damalige Vorsitzende der CDU/CSU-Fraktion im Deutschen Bundestag, schloss sich Becks Auffassung an. Kauder sagte: „Es war eine Gehorsamserklärung gegenüber Herrn Erdoğan und seinen Maßnahmen seit dem Putschversuch. Wer mit Ditib redet, redet mit Ankara.“ Man könne wohl erwarten, dass Deutschtürken sich in erster Linie dem Land verpflichtet fühlen, in dem sie leben.
Der türkische Geheimdienst (MİT) soll türkischstämmige Deutsche, von denen er glaubt, dass sie der Gülen-Bewegung tatsächlich angehören oder dies sein könnten, massiv bespitzeln und unter Druck setzen. Allein in Deutschland verfüge die Türkei über ein Netz von 6.000 Geheimdienstlern und Informanten. Der Grünen-Politiker Hans-Christian Ströbele sprach seinerzeit von einem „unglaublichen Ausmaß an geheimen Aktivitäten des MİT in Deutschland“. Erich Schmidt-Eenboom, ein deutscher Publizist und Friedensforscher mit Schwerpunkt Nachrichtendienste, sagte, dass es zu DDR-Zeiten nicht einmal die Stasi schaffte, ein so großes „Agentenheer“ zu unterhalten: „Hier geht es nicht nur um nachrichtendienstliches Sammeln, sondern zunehmend auch um nachrichtendienstliche Repression.“ Mitglieder des Deutschen Bundestages sollen eine Untersuchung gefordert und der türkischen Regierung vorgeworfen haben, Gülen-Anhänger oder solche, bei denen sie meint, dass sie mit der Bewegung etwas zu tun haben, ohne Rechtfertigung in Deutschland zu bespitzeln und zu verfolgen.

### WikiLeaks
Nach dem Putschversuch veröffentlichte die Enthüllungsplattform WikiLeaks E-Mails und Dokumente der türkischen Regierung. Als die Telekommunikationsbehörde der Türkei (Bilgi İletişim ve Teknolojileri Kurumu, auch kurz BTK genannt) dessen gewahr wurde, sorgte sie für die umgehende Nichtverfügbarkeit der Webseite von WikiLeaks.
Am 17. Juli 2016 gab WikiLeaks auf Twitter bekannt, rund 300.000 E-Mails und über 500.000 Dokumente, darunter auch solche an und von der AKP, geleakt zu haben. Sofort nach der Ankündigung einer Veröffentlichung des Materials habe es bei WikiLeaks einen Angriff unbekannter Hacker gegeben. WikiLeaks behauptete, dass dahinter die Türkei steckt. In einem weiteren Tweet heißt es: „Unsere Infrastruktur ist einem anhaltenden Angriff ausgesetzt.“ Die Plattform twitterte weiter: „Wir sind unsicher über den wahren Ursprung des Angriffs. Der Zeitpunkt deutet auf eine türkische Staatsmacht oder deren Verbündete hin. Wir werden uns durchsetzen & veröffentlichen“, „Die Türken werden wahrscheinlich zensiert werden, um sie daran zu hindern, unsere bevorstehende Veröffentlichung von mehr als 100.000 Dokumenten über die Politik, die zum Putsch führte, zu lesen“, „Wir bitten die Türken, mit Systemen zur Umgehung der Zensur wie TorBrowser und uTorrent bereit zu sein“ und dass alle anderen bereit sind, ihnen zu helfen, die Zensur zu umgehen und „unsere Links durch die kommende Zensur zu schieben“.
Nach der Veröffentlichung der E-Mail-Dumps (der englische Begriff dump bezeichnet im Wesentlichen einen „Auszug“) war in der International Business Times zu lesen, dass die E-Mails wenig bis gar keine belastenden Informationen enthalten, sondern es sich dabei um Mails einer öffentlichen (somit nicht geheimen) Mailingliste handele, die mit „Wählerinformationen über alle Frauen, die in 78 der 81 Provinzen der Türkei zur Wahl registriert sind“ verlinkt worden seien.

### Ergreifung von Gülenisten im Ausland
Aus Medienberichten, die zwischen dem 7. und dem 22. Dezember 2016 erschienen, geht hervor, dass das Diyanet türkische Vertretungen und religiöse Repräsentanten gebeten habe, Profile von im Ausland lebenden Mitgliedern der Gülen-Bewegung zu erstellen. Es seien auch Gülen-nahe Schulen, Unternehmen, Stiftungen, Vereine und Medien im Ausland einbezogen und vom Diyanet Informationen über Imame in 38 Ländern gesammelt worden. Belgische Behörden sollen versichert haben, türkischen Moscheen notfalls die Anerkennung zu entziehen.
Am 21. Dezember 2016 berief die türkische Regierung Yusuf Acar, den Attaché für religiöse Angelegenheiten der türkischen Botschaft in den Niederlanden, ab, nachdem dortige Behörden ihn der Spionage bezichtigt hatten. Acar habe Informationen über Personen gesammelt, die in den Niederlanden mit Fethullah Gülen sympathisieren und diese an türkische Behörden weitergegeben haben. Acar sei in den Niederlanden zur Persona non grata erklärt und ihm solle die Ausweisung angedroht worden sein. Es lägen unerwünschte und nicht hinnehmbare Einmischungen in das Leben niederländischer Bürger vor.
Am 26. Januar 2017 forderte Präsident Erdoğan bei seinem Besuch in Tansania Präsident John Magufuli auf, gegen das Gülen-Netzwerk vorzugehen.

### Aussagen und Urteile im Marmaris-Prozess
Der Prozess gegen Beteiligte des Angriffs auf Präsident Erdoğans Urlaubshotel in Marmaris fand in Muğla statt. Nach einem Medienbericht vom 23. Februar 2017 habe es sich bei Brigadegeneral Gökhan Sönmezateş um den Chef des Kommandos gehandelt, der zusammen mit 37 anderen Soldaten vor Gericht stand. An den Absperrgittern hätten sich Demonstranten eingefunden, um lautstark die Todesstrafe für die Angeklagten zu fordern. Im Vorfeld des Verfahrens habe einer der Angeklagten, der Unteroffizier Zekeriya Kuzu, Verbindungen zur Gülen-Sekte eingeräumt. Zwei führende Kommandanten sollen im Prozess dann jedoch entschieden bestritten haben, mit Fethullah Gülen und seiner Sekte irgendetwas zu tun zu haben. Oberst Şükrü Seymen, der unter dem Befehl von Sönmezateş ein Team von zwölf Soldaten anführte, habe ausgesagt: „Ich habe mich an dem Putsch beteiligt, dazu stehe ich, aber ich lehne diese unsinnigen Beschuldigungen ab, im Auftrag oder als Mitglied einer islamischen Sekte gehandelt zu haben“. Seymen und Sönmezateş hätten wiederholt betont: „Wir sind Elitesoldaten. Wir kämpfen seit Jahren gegen die PKK im Osten der Türkei und im Irak. Niemand von uns gehört einer islamischen Sekte an.“
Kuzu habe überraschend seine früheren Aussagen über Verbindungen zu Gülen zurückgezogen und nun behauptet, er sei unter Druck gesetzt worden. Auf Frage von Erdoğans Anwalt, warum sie denn geputscht hätten, wenn nicht in dessen Auftrag, habe Seymen zu Protokoll gegeben: „Aus demselben Grund wie General Kenan Evren 1980 und Oberst Alparslan Türkeş 1961: Um unser Land zu retten“. Seymen und Sönmezateş hätten drei Beweggründe genannt: „Die fehlerhaften Verhandlungen mit der PKK, die Korruption im Umfeld Präsident Erdoğans und die Zusammenarbeit mit den Islamisten in Syrien“.
Die Befehle habe General Semih Terzi gegeben, von dessen Erschießung Seymen und Sönmezateş aber nichts mitbekommen hätten. Der am frühen Morgen des 16. Juli 2016 nach Verzögerungen ergangene Befehl, zu Erdoğans Urlaubshotel zu fliegen, sei vom Luftwaffenstützpunkt Akıncı gekommen. Zu diesem Zeitpunkt hätten die führenden Putschisten längst gewusst, dass der Präsident bereits auf dem Weg nach Istanbul war. Sönmezateş habe vermutet, dass die Soldaten in eine Falle gelockt wurden, „um dem Ganzen einen dramatischen Anstrich zu geben“.
Die Urteile wurden am 4. Oktober 2017 gefällt. 40 Angeklagte, darunter Sönmezateş, seien, jeweils bis zu vier Mal, zu lebenslanger Haft verurteilt worden. Weitere Angeklagte hätten weniger als lebenslang bekommen, darunter Erdoğans früherer Adjutant Ali Yazıcı, der zu 18 Jahren Haft verurteilt worden sei. Ein Offizier sei freigesprochen worden. Der Prozess gegen drei Angeklagte, darunter der gegen Fethullah Gülen selbst, sei ausgegliedert worden.

### Urteile der Strafgerichte in Sincan und Istanbul
Für den Massenprozess gegen Putschbeschuldigte, der am 1. August 2017 begann, wurde im Gefängnis von Sincan bei Ankara, dem Sïncan T Tïpï Kapali Ceza İnfaz Kurumu, ein großer Gerichtssaal mit über 1500 Plätzen eingerichtet.
Am 12. Juli 2018 verurteilte das 25. Strafgericht in Istanbul 72 ehemalige Militärs zu lebenslangen Freiheitsstrafen.
Mit ursprünglich 224 Angeklagten war der Prozess in Sincan einer der größten im Zusammenhang mit dem Putschversuch. Am 20. Juni 2019 verurteilte das Gericht 17 Angeklagte zu lebenslangen Freiheitsstrafen, kumuliert auf 141 Mal lebenslänglich. Die Richter sahen es als erwiesen an, dass die 17 Militärs bei dem Putschversuch führende Rollen gespielt haben. Bei einem der Verurteilten handelt es sich um General Akın Öztürk, den ehemaligen Oberkommandierenden der Luftstreitkräfte. Den 17 Verurteilten wird angelastet, für den Tod von 251 Menschen verantwortlich zu sein. Justizminister Abdülhamit Gül soll die Urteile gelobt und dabei die Rückkehr der Gerechtigkeit, die Wahrung von Menschenrechten und der Demokratie besonders hervorgehoben haben: „Die türkische Justiz hat ein großartiges Beispiel für Rechtsstaatlichkeit gezeigt.“
Am 26. November 2020 schrieb die FAZ, wobei sie sich auf die Angaben der staatlichen Nachrichtenagentur Anadolu stützte, dass nun, mehr als vier Jahre nach dem Putschversuch, ein Gericht in Ankara Urteile gegen Hunderte weitere am Putschversuch Beteiligte gefällt habe. Insgesamt seien in dem Mammutverfahren 475 Militärs angeklagt worden, darunter auch Anführer. Das Gericht habe gegen 337 Angeklagte, unter anderem wegen Umsturzversuchs, eines Attentats auf den Präsidenten und vorsätzlicher Tötung, Strafen von bis zu 79-facher lebenslänglicher Haft unter erschwerten Bedingungen verhängt. 60 weitere Angeklagte seien zu Haftstrafen verurteilt worden. 75 Beteiligte habe das Gericht freigesprochen. Unter den Verurteilten befänden sich ranghohe Militärs, Piloten und Zivilisten, die alle, rund um den Luftwaffenstützpunkt Akıncı, von wo aus der Umsturzversuch geleitet wurde, daran beteiligt gewesen sein sollen.

## Gedenken wider das Vergessen
Nach dem Putschversuch erhob die türkische Regierung den 15. Juli zum alljährlich wiederkehrenden Gedenktag als Nationalfeiertag unter der Bezeichnung „Tag des Gedenkens für die Märtyrer“.  Präsident Erdoğan kündigte am 22. Juli 2016 in einer Ansprache in Ankara an, der 15. Juli solle die Erinnerung an den Putschversuch lebendig halten und der Opfer gedenken. Der neue Feiertag solle gewährleisten, dass künftige Generationen niemals all die heldenhaften Zivilisten, Polizisten und Soldaten vergessen, die am 15. Juli 2016 demokratischen Widerstand geleistet haben.
Ende September 2016 regte der Nationale Sicherheitsrat der Türkei an, den 15. Juli künftig alljährlich als „Tag der Demokratie und Freiheiten“ zu begehen. Am 25. Oktober 2016 verabschiedete das Parlament in Ankara ein Gesetz, das den Jahrestag des 15. Juli als „Tag der Demokratie und nationalen Solidarität“ (Demokrasi ve Millî Birlik Günü) zum gesetzlichen Feiertag in der Türkei erhebt.

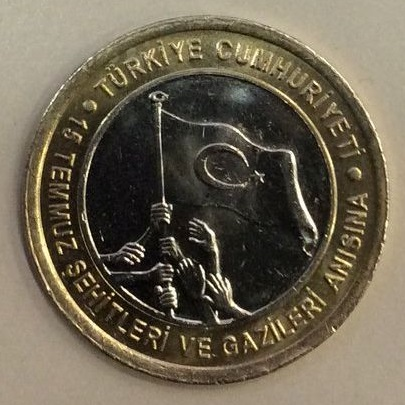
Gedenkmünze (1 Türkische Lira) zum Gedenken an die Putschnacht
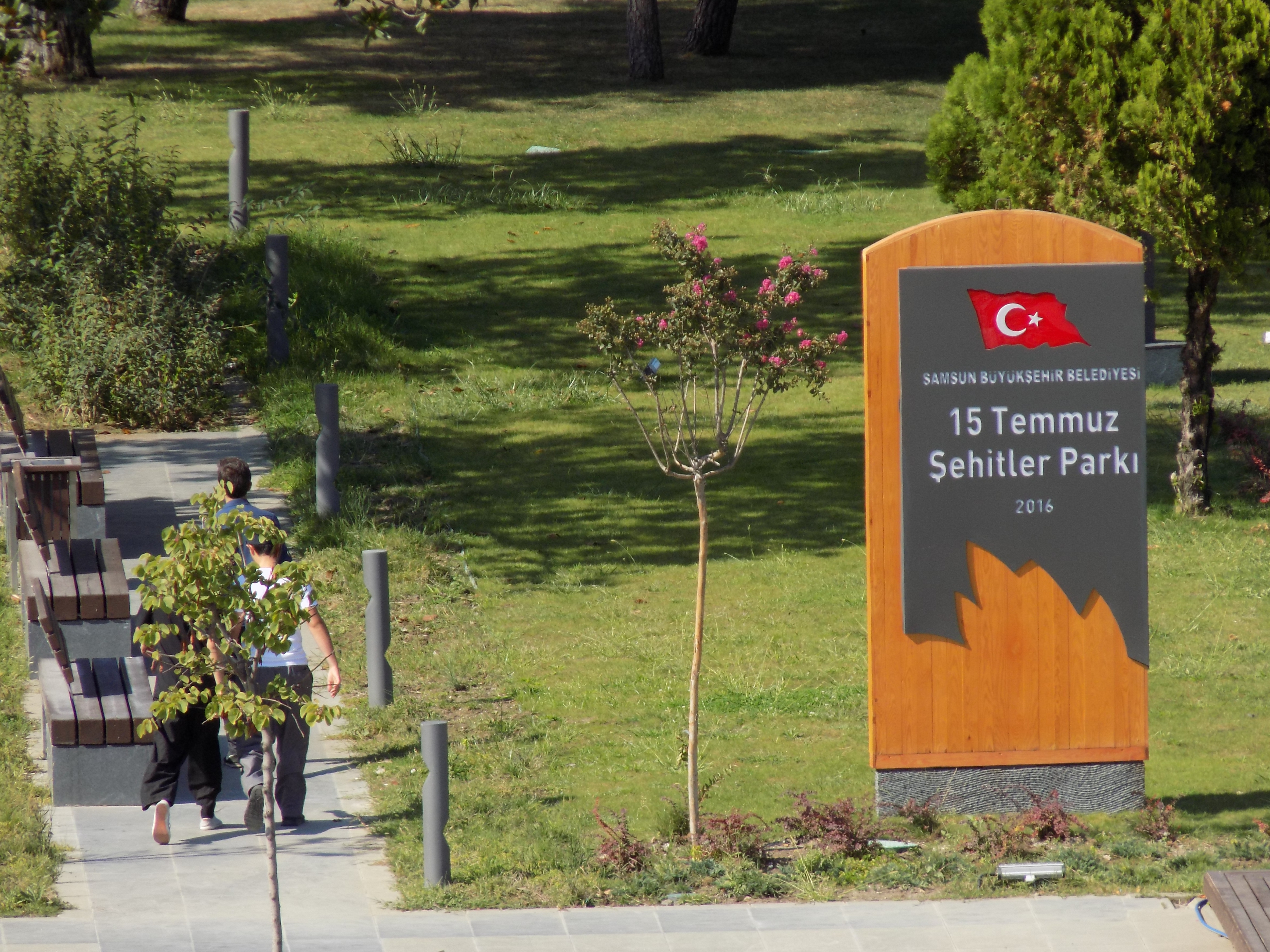
Park für die Märtyrer vom 15. Juli in der Provinzhauptstadt Samsun.
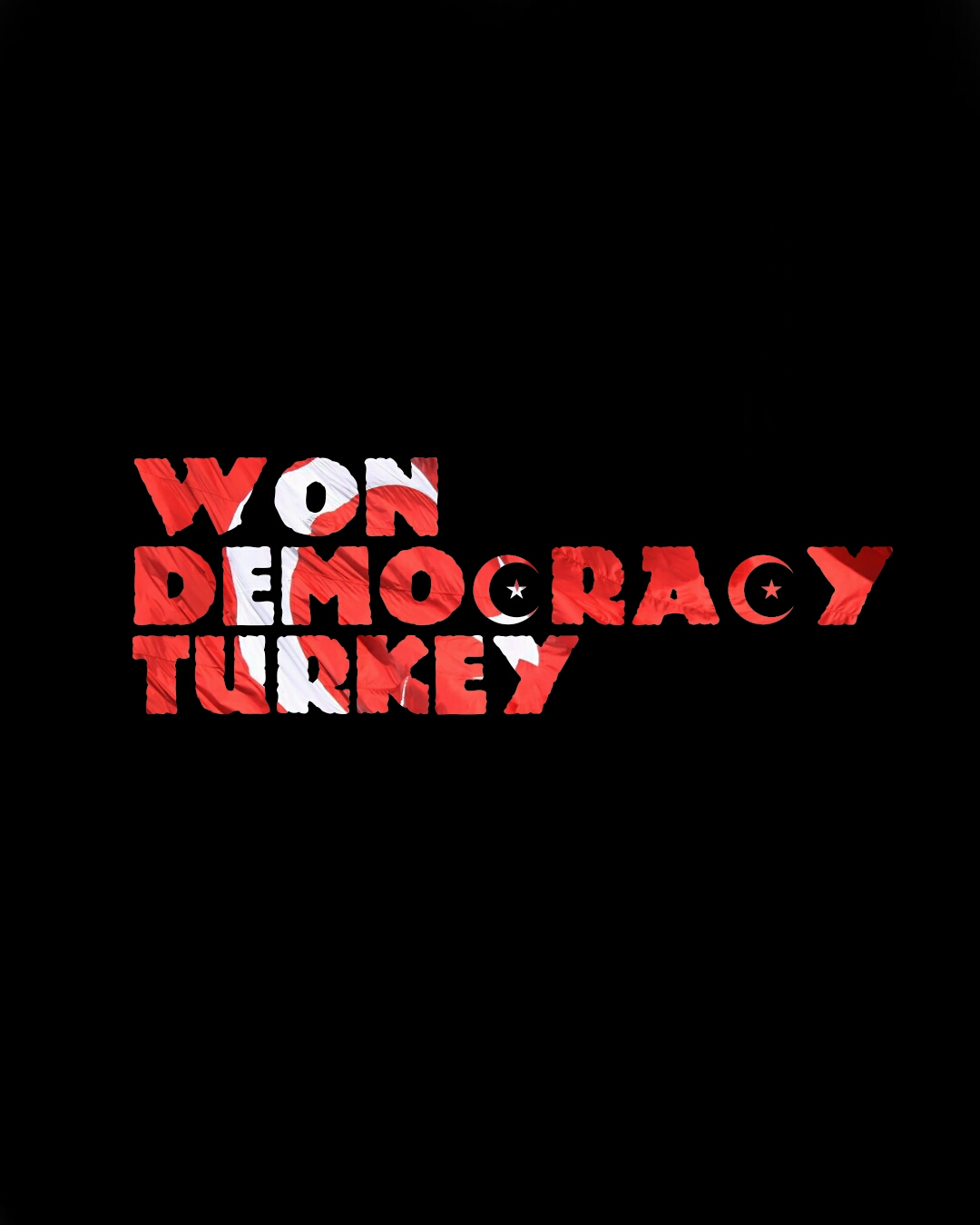
Siegesslogan Won Democracy Turkey.
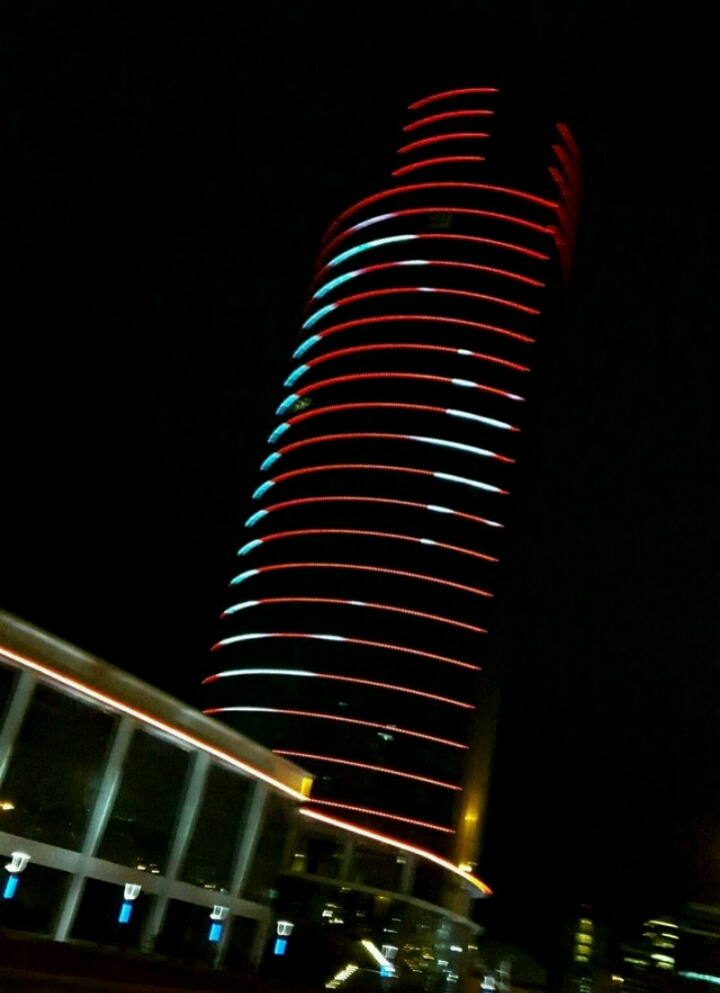
Beleuchtung einer türkischen Flagge in Maslak (Istanbul).
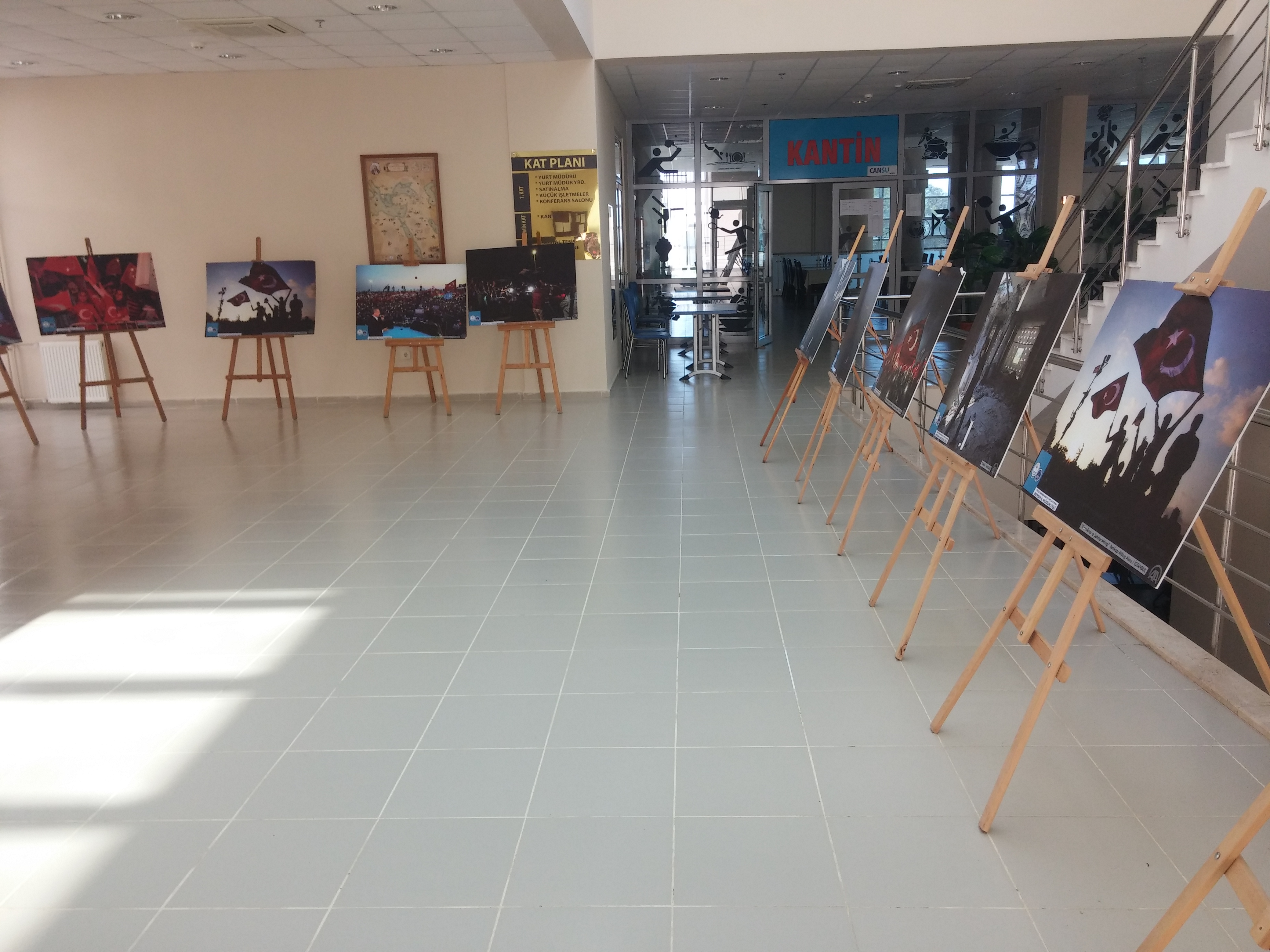
Bilderausstellung in der Provinz Mersin.

Am 11. Juli 2017 begannen Feierlichkeiten im ganzen Land, um an den Putschversuch zu erinnern. Die AKP organisierte Demokratiewachen, bei denen sich die Bürger eine Woche lang allabendlich auf den Straßen und Plätzen versammeln sollten. Als Höhepunkt der Gedenkfeiern war eine Ansprache von Präsident Erdoğan im Parlament in Ankara am frühen Morgen des 16. Juli 2017 um 02:32 Uhr Ortszeit geplant, der Uhrzeit, zu der es die Putschisten ein Jahr zuvor bombardierten. Wie in der Putschnacht, als Muezzins die Bürger zum Widerstand aufriefen, sollte ein besonderer Gebetsruf von den Minaretten der 90.000 Moscheen erklingen. Präsident Erdoğan und Ministerpräsident Binali Yıldırım besuchten am 11. Juli 2017 zum Gedenken an den Umsturzversuch einen Märtyrerfriedhof im Istanbuler Stadtteil Edirnekapı.
Nach der Einführung des neuen Nationalfeiertages wurde eine Sprachansage von Präsident Erdoğan bei den Mobilfunkanbietern Turkcell und Vodafone eingeschaltet. Sobald ihre Kunden einen Anruf tätigten, hörten sie die Stimme des Präsidenten: „Als Präsident überbringe ich Ihnen meine besten Wünsche zum Tag der Demokratie und der nationalen Einheit“. Am 15. Juli 2019 wurde mit Gebeten und anderen Zeremonien der dritte Jahrestag des Putschversuchs begangen. Präsident Erdoğan nahm dabei auch an einer Gebetsrezitation in der Moschee des Präsidentensitzes in Ankara teil. Für den Abend war eine Rede am ehemaligen Atatürk-Flughafen vorgesehen.
Zwei Museen erinnern an die Menschen, die während des Putschversuchs getötet oder verletzt wurden. Ein Museumsgebäude liegt in Istanbul, auf der asiatischen Seite an der ersten Brücke über den Bosporus. Das zweite Museum befindet sich in Ankara und war ab 16. Juli 2019 für Besucher zugänglich. In beiden Museen werden die Abläufe des Putschversuchs dargestellt.
Im Istanbuler Museum 15 Temmuz Şehitler Anıtı ve Müzesi wurde eine Dauerausstellung eingerichtet. Es sind künstlich zerschossene Treppengeländer zu sehen, an den Wänden können in Dauerschleife Bilder der Putschnacht betrachtet werden. An der Decke hängen weiße Vögel ohne Gesicht. Diese sollen die Seelen der 251 Şehits (türkisches Wort für Märtyrer) symbolisieren. Per Touchscreen können die Besucher eine Kurzbiografie jedes Şehits lesen. Am Eingang stehen ihre Schuhe, manche davon sind auf einer Treppe platziert, was den „Weg ins Paradies“ darstellen soll. Auch ein paar mit Broschen und Glitzersteinen besetzte Stöckelschuhe sind dabei. Links daneben ist ein von Panzern zerquetschtes Auto zu sehen.
Die Räume sind nachtdunkel, um die Augen der Besucher intensiver auf die beleuchteten Ausstellungsstücke zu lenken, zum Beispiel den Helm eines Soldaten, das Portemonnaie eines Märtyrers, einen Haufen Munition, die angeblich für den Präsidenten gedacht war, und das weiße iPhone einer CNN-Journalistin, über das er sich für seinen Aufruf an die Bürger wandte. Im „Zentrum des Märtyrerseins“ leuchten kleine Lampen wie Sterne. Ein Video zeigt Männer mit Waffen und Frauen mit Schleier in einer Wüstenlandschaft. Koransuren rufen zum „Märtyrersein“ auf, dann folgen Bilder aus der Putschnacht. An einer Wand stehen, in schwarzer Farbe auf grauem Untergrund, die Namen der Menschen, die den Tod fanden. Nach knapp fünf Minuten wird der nächsten Besuchergruppe Platz gemacht. Ein Familienvater: „Wir sind hier, damit wir nie vergessen, was war. Denn wenn wir es vergessen, kann es noch einmal passieren.“ Was am 15. Juli 2016 geschah, sei nicht nur der missglückte Versuch gewesen, die Regierung zu stürzen. Es sei um das Überleben der Türkei gegangen, auch wenn der Westen das bis heute nicht verstehe.

## Umbenannte Orte
Mehrere Orte wurden zum Gedenken an den Putschversuch des 15. Juli 2016 umbenannt:
- Bosporus-Brücke → Brücke der Märtyrer des 15. Juli Brücke der Märtyrer des 15. Juli.

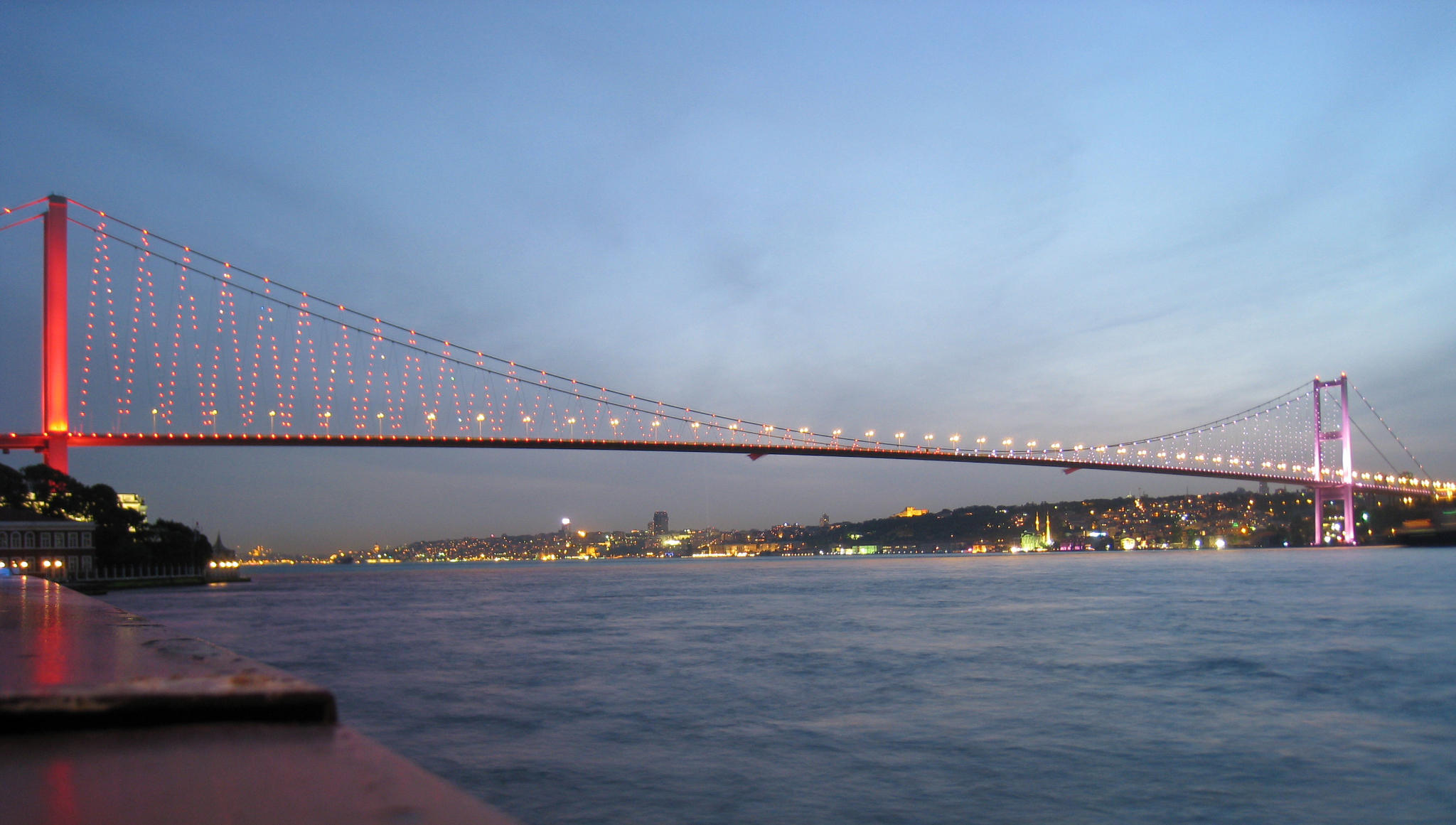
Brücke der Märtyrer des 15. Juli.

  - Während des Putschversuches wurde die Brücke, als strategisch wichtiger Ort, zu einem der Schauplätze von heftigen Auseinandersetzungen zwischen den gegen die Regierung gerichteten Militärangehörigen und Unterstützern des Präsidenten sowie der türkischen Polizei.[279]
- Kızılay-Platz → Kızılay-Platz des nationalen Willens des 15. Juli[280]
  - Aufgrund seiner zentralen Lage war der Platz Schauplatz blutiger Konfrontationen zwischen Putschisten und Pro-Erdoğan-Demonstranten
- Großer Busbahnhof Istanbul → Istanbul Busbahnhof der Demokratie des 15. Juli[281]
- Kazan → Kahramankazan (Kahraman heißt auf Türkisch „Held“)[282]
- Niğde-Universität → Niğde Ömer Halisdemir Universität
  - Die Universität wurde zu Ehren von Oberstleutnant Ömer Halisdemir umbenannt, der im Verlauf der Putschangriffe im Dienst getötet wurde, nachdem er einen General der Putschisten erschossen und so verhindert hatte, dass sie das Hauptquartier des Kommandos der Spezialkräfte in Ankara einnahmen.

Im Jahr 2018 beschloss der Istanbuler Stadtrat, die Namen von insgesamt 90 Straßen zu ändern, die Wörter enthalten, die mit der Gülen-Bewegung in Verbindung gebracht werden könnten.

## Rezeption
Christoph Neumann, Professor für Geschichte und Kultur der Türkei am Institut für den Nahen und Mittleren Osten der Universität München, äußerte in einem Interview am Tag nach dem Putschversuch, dass es der AKP wohl gelang, ihren Einfluss auf das türkische Militär auszubauen und die wichtigsten Kommandeursposten mit Erdoğan-loyalen Personen zu besetzen. Neumann betonte:

„Der Putsch stärkt Erdoğan. Er wird zum Diktator. Es hat ihn bestätigt, weil es ihm gelungen ist, den Putsch abzuwenden. Das gibt ihm erneut eine Gelegenheit, seine Macht zu stärken. Er kann jetzt immer darauf verweisen, dass es im Land Kräfte gibt, die die Ordnung bedrohen.“

Erich Vad gab am 17. Juli 2016 dem Politikmagazin Cicero ein ausführliches Interview. Vad erachtet es als möglich, dass der Putsch nicht völlig überraschend geschah. Fraglich sei, ob er als „halb inszeniert“ gelten kann. Auf Frage, was es konkret sei, das zu der Überzeugung führen könnte, dass der Putschversuch ein ernster Versuch war, Erdoğan tatsächlich zu stürzen, brachte Vad die Militärputsche in der jüngeren Geschichte der Türkei, zuletzt im Jahr 1980, in Erinnerung. Damals hätten die Putschisten große Teile der Gesellschaft hinter sich gehabt, aber dieses Mal sei dies nicht der Fall gewesen. Insofern sei der innerhalb von Stunden gescheiterte Putsch einiger Generäle und Obristen von Anfang an mit Risiken einhergegangen. Wenn man zudem bedenke, dass die Luftwaffe beteiligt war, Erdoğan jedoch von seinem Urlaubsort Marmaris nach Istanbul flog, klinge das nicht recht glaubwürdig. Auch der frühe Abend, an dem die Angriffe begannen, stimme ihn skeptisch, da die Erdoğan mehrheitlich freundlich gestimmte Bevölkerung zu dieser Zeit noch nicht in ihren Betten gelegen haben kann. „Coup d’états“ würden nicht am frühen Abend, sondern aus militärtaktischen Gründen stets in den frühen Morgenstunden durchgeführt. Außerdem ließen früh erfolgte Gegenoffensiven der Regierung vermuten, dass die Überraschung ganz so groß nicht gewesen sein kann.
John Owen, Experte für Internationale Beziehungen an der University of Virginia, vermutet nicht Fethullah Gülen hinter dem Putschversuch, sondern sieht Teile des Militärs als Drahtzieher.
Marek Jan Chodakiewicz, Historiker am Institute of World Politics, fasste die Ereignisse für die „Selous Foundation“ als Versuch von Teilen des Militärs zusammen, den in der Verfassung garantierten Säkularismus wiederherzustellen. Die Säuberungen wirkten so „passgenau“ vorbereitet, dass man nur zu dem Schluss kommen könne, dass sie bereits im Vorfeld geplant waren. Entweder habe Erdoğan den Putschversuch „vorausgeahnt“ oder aber selbst durch gezielte Provokation ausgelöst.
Dani Rodrik, Professor im Fachbereich Wirtschaftspolitik an der Harvard University zeigte, mit der gleichen Vermutung, Schwierigkeiten für den Beweis einer gülenistischen Verstrickung in den Putschversuch auf.
James F. Jeffrey, seit seinem Ruhestand tätig für das Washington Institute for Near East Policy, betrachtet es als dagegen als naheliegend, dass Gülen-Anhänger den Staatsstreich sowohl geplant als auch durchgeführt haben. Jeffrey räumte im August 2016 in einem Interview allerdings ein, dass Beweise dafür fehlen.
Shadi Hamid, Nahost-Experte und Analyst des Think-Tanks Brookings Institution, meinte, dass die Drahtzieher eines Militärputsches bereit sind, die Gewalt notfalls bis zum Äußersten zu treiben. Das Scheitern gehe nicht zuletzt mit der Abwendung einer Katastrophe einher, die schwere Folgen gehabt hätte.
Zülfü Livaneli schrieb in einem Gastbeitrag für die FAZ am 18. Juli 2016, dass ein Erfolg der Putschisten ein „Desaster“ gewesen wäre. Die Türkei sei ein polarisiertes Land, gespalten zwischen säkularen Türken, Religiösen und Kurden. Es gebe keine andere Wahl, als den politischen und gesellschaftlichen Dialog auf demokratische und faire Weise zu führen.
Orhan Pamuk, der als bekanntester Schriftsteller der Türkei gilt, appellierte eindringlich:

„Wir müssen Demokratie akzeptieren, auch wenn die Menschen nicht pro-westliche Parteien wählen.“

Stimmen in den USA lauteten anders. Ralph Peters, Analyst bei Fox News, meinte: „Wenn der Putsch erfolgreich ist, verlieren die Islamisten und wir gewinnen.“ Ben Shapiro bezeichnete einen Sturz Erdoğans als „Segen für die Welt und Bevölkerung.“ Michael Rubin schrieb in der Foreign Policy einen Artikel mit dem Titel „Erdogan has nobody to blame for the coup but himself“ und einen mit dem Titel „Why the coup in Turkey could mean hope“ in der New York Post.

## TV-Reportagen, Dokumentarfilme, Diskussionen und Dossiers
- Video: Türkei: Die Armee und der Putschversuch (06:24 Min.), 17. Juli 2017, ARD-Weltspiegel-Reportage von Oliver Mayer-Rüth.
- Pulverfass Türkei (1) – Deutschland und der Putsch/Das schwierige Verhältnis zum EU-Anwärterstaat (43 Min.), ZDF-Dokumentarfilm von Nadja Kölling, Erstausstrahlung: ZDFinfo, 30. September 2016.
- Pulverfass Türkei (2) – Zwischen Demokratie und Diktatur (44 Min.), ZDF-Dokumentarfilm von Sabine Küper-Büsch und Thomas Büsch, Datum: Erstausstrahlung: 24. Februar 2017.
- Die Nacht, in der die Panzer rollten – Erdogan und der gescheiterte Putsch – Die Story im Ersten (45 Min.), ARD-Dokumentarfilm von Oliver Mayer-Rüth, Ahmet Şenyurt und Cemal Taşdan, Erstausstrahlung: Das Erste, 10. Juli 2017.
- Turkey one year after the failed coup – DW Documentary (28:25 Min; in englischer Sprache), Deutsche Welle, Bericht von Gunnar Köhne, veröffentlicht vom YouTube-Kanal DW Documentary am 11. Juli 2017.
- Putsch in der Türkei – Freibrief für Erdogan? – Quadriga, veröffentlicht vom YouTube-Kanal DW Deutsch am 21. Juli 2016. Mit Seyran Ateş, Fatih Zingal und Alan Posener.
- Turkey and the Failed Coup One Year Later (englisch; 1h36′35″), veröffentlicht vom YouTube-Kanal WashingtonInstitute am 13. Juli 2017. Mit Ömer Taşpınar, Soner Çağaptay und James F. Jeffrey.
- „Die Türkei unter Erdogan ein Jahr nach dem Putschversuch“ – Presseclub vom 16.07.17, veröffentlicht vom YouTube-Kanal phoenix am 17. Juli 2017. Mit Holger Stark, Canan Topçu, Günter Seufert und Yaşar Aydin.
- „Ein Gespräch mit Utku Pazarkaya: Was ist die Gülen-Bewegung?“ SWR International, veröffentlicht am 20. Juli 2016 (Audiodatei deutsch, Dauer: 5:23 Min., Autor: Anna Koktsidou), abgerufen am 10. Dezember 2018.
- Die Türkei und der gescheiterte Putschversuch. ZDFInfo, 2021 (43 Min), Dokumentarfilm von Can Dündar (Online-Kopie in der Mediathek)
- Putschversuch in der Türkei 2016 und die Folgen im Dossier Türkei – Zwischen Demokratie und Diktatur auf dem Informationsportal zur politischen Bildung der Landeszentralen für politische Bildung.
- Dossier „Putschversuch in der Türkei“ der Presseschau eurotopics der Bundeszentrale für politische Bildung.